# Perestroika

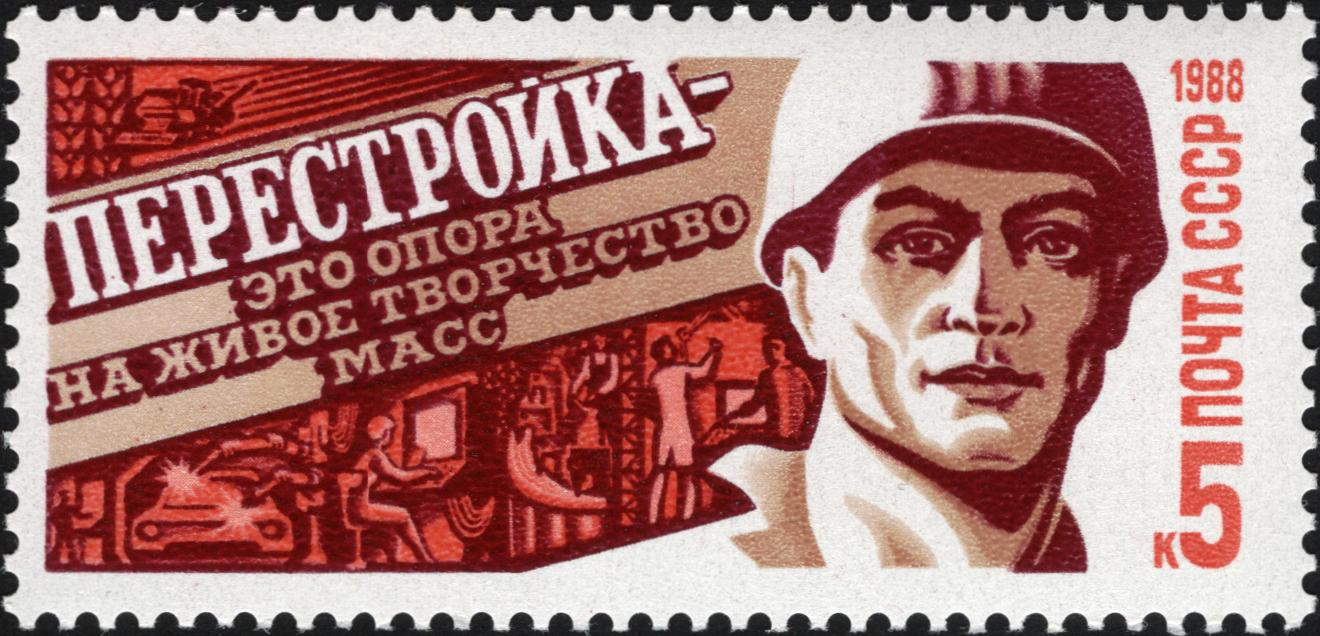
Perestroika tem bưu chính, 1988

Perestroika (tiếng Nga: перестройка, IPA: [pʲɪrʲɪˈstrojkə] ⓘ) là tên gọi chung của các cải cách và hệ tư tưởng mới của ban lãnh đạo Đảng Cộng sản Liên Xô, được dùng để chỉ những thay đổi trong cơ cấu kinh tế và chính trị Liên Xô do Mikhail Gorbachev, Tổng bí thư Ban Chấp hành Trung ương Đảng Cộng sản Liên Xô, khởi xướng vào năm 1985-1991. Perestroika bắt đầu vào năm 1987, khi Hội nghị toàn thể tháng Giêng Trung ương Đảng Cộng sản Liên Xô (Hội nghị Trung ương 3 khóa XXVII) công bố perestroika là tiến trình mới của nhà nước.
Mục đích các cuộc cải cách được tuyên bố là dân chủ hóa toàn diện hệ thống kinh tế và chính trị xã hội được thiết lập ở Liên Xô. Các kế hoạch cải cách kinh tế đã được phát triển từ năm 1983-1984 dưới thời Yuri Andropov, Tổng bí thư Ban Chấp hành Trung ương Đảng Cộng sản Liên Xô.
Sự cần thiết phải cải thiện hệ thống kinh tế hiện có - được gọi là Uskoreniye (tăng tốc) - lần đầu tiên được Mikhail Gorbachev tuyên bố tại Hội nghị toàn thể Trung ương Đảng Cộng sản Liên Xô vào ngày 23 tháng 4 năm 1985 (Hội nghị Trung ương 12 khóa XXVI). Tuy nhiên, những biện pháp này chỉ liên quan đến nền kinh tế, chủ yếu mang bản chất hành chính và không ảnh hưởng đến bản chất của "chủ nghĩa xã hội phát triển". Cải cách triệt để toàn bộ hệ thống, bao gồm cả những thay đổi về chính trị, bắt đầu sau Hội nghị Trung ương 3 khóa XXVII vào ngày 27 tháng 1 năm 1987. Perestroika được chỉ định như một nhiệm vụ và cần thiết "vượt qua thời kỳ trì trệ và đổi mới mọi mặt đời sống trong nước".
Các nhà khoa học xã hội lỗi lạc đã đóng một vai trò quan trọng trong việc phát triển các ý tưởng perestroika: Alexander Yakovlev (IMEMO), Stanislav Shatalin (CEMI), Tatyana Zaslavskaya (VTsIOM), Yevgeny Maksimovich Primakov (IMEMO), Leonid Abalkin (Viện Kinh tế, Viện Hàn lâm Khoa học Liên Xô).
Các đánh giá về kết quả của perestroika khác nhau trong xã hội. Các mục tiêu cải cách chỉ đạt được một phần: dân chủ hóa xã hội, chế độ glasnost ra đời, bãi bỏ kiểm duyệt, và đạt được sự hòa hoãn trong quan hệ với phương Tây. Cùng lúc đó, nền kinh tế của Liên Xô đang suy thoái, và theo quan điểm chính trị, kết quả của perestroika là xung đột sắc tộc, đấu tranh vũ trang giành quyền lực và sự sụp đổ Liên bang Xô viết.

## Thuật ngữ
Vào ngày 15-17 tháng 5 năm 1985, Mikhail Gorbachev, Tổng bí thư Ban Chấp hành Trung ương Đảng Cộng sản Liên Xô, đã đến thăm Leningrad, tại cuộc gặp với các lãnh đạo Thành ủy Leningrad, ông lần đầu tiên đề cập đến sự cần thiết phải tái cấu trúc đời sống chính trị và xã hội:
Rõ ràng, thưa các đồng chí, tất cả chúng ta cần phải cải tổ lại. Tất cả chúng ta.— Mikhail Gorbachev

Từ này được giới truyền thông săn đón và trở thành khẩu hiệu kỷ nguyên mới bắt đầu ở Liên Xô.
Vào ngày 8 tháng 4 năm 1986, trong chuyến thăm đến Togliatti, Mikhail Gorbachev lần đầu tiên sử dụng từ "perestroika" để chỉ những thay đổi về chính trị và kinh tế.
Nhà sử học Viktor Danilov lưu ý rằng "theo ngôn ngữ thời đó, khái niệm này không có nghĩa là một sự thay đổi cơ bản trong các hình thái kinh tế - xã hội và được rút gọn trong việc cải tổ lại một số chức năng và quan hệ kinh tế".

## Giai đoạn Perestroika

### Giai đoạn đầu (3/1985-1/1987)
Ngày 11 tháng 3 năm 1985, Mikhail Gorbachev lên nắm quyền tại Liên Xô, và ngày 23 tháng 4, tại Hội nghị toàn thể Ban Chấp hành Trung ương Đảng Cộng sản Liên Xô, ông tuyên bố sự cần thiết phải cải cách hệ thống với khẩu hiệu "đẩy nhanh phát triển kinh tế xã hội đất nước", nghĩa là, đẩy nhanh tiến độ theo con đường xã hội chủ nghĩa trên cơ sở sử dụng có hiệu quả các tiến bộ khoa học và công nghệ, kích hoạt nhân tố con người và thay đổi quy trình lập kế hoạch. Nhiệm vụ chính là tăng cường nền kinh tế và đẩy nhanh tiến bộ khoa học và công nghệ. Nó vẫn chưa đề cập đến chủ nghĩa glasnost, dân chủ hóa, thị trường xã hội chủ nghĩa và những thứ khác mà sau này đã trở nên vững chắc trong thời đại Gorbachev. Vào tháng 5, bài phát biểu của Gorbachev ở Leningrad được phát sóng rộng rãi đã khuấy động cư dân của đất nước, và chính với bài phát biểu này, họ bắt đầu liên tưởng đến perestroika, mặc dù thuật ngữ "perestroika" như một khẩu hiệu không được sử dụng trong thời kỳ này và không có ý nghĩa tư tưởng; một số khuyết điểm hệ thống kinh tế - xã hội Xô Viết hiện có đã được nhận ra và nỗ lực sửa chữa chúng bằng một số chiến dịch hành chính lớn: tăng tốc phát triển kinh tế, tự động hóa và tin học hóa, chiến dịch chống rượu bia, "cuộc chiến chống thu nhập không chính thức", sự ra đời của Ủy ban Nghiệm thu Nhà nước về kiểm soát khu vực sản xuất, tuần hành về cuộc chiến chống tham nhũng.
Không có bước đi triệt để nào được thực hiện trong thời kỳ này, bề ngoài hầu như mọi thứ vẫn như cũ. Đồng thời vào năm 1985-1986, phần lớn các cán bộ cũ của bộ máy Brezhnev đã được thay thế bằng một đội ngũ quản lý mới. Sau đó, Alexander Yakovlev, Yegor Ligachev, Nikolay Ryzhkov, Boris Yeltsin, Anatoly Lukyanov và những người tham gia tích cực khác các sự kiện trong tương lai được giới thiệu vào ban lãnh đạo đất nước. Nikolai Ryzhkov nhớ lại (trên báo "Novy Vzglyad", 1992):"Vào tháng 11 năm 82, khá bất ngờ, tôi được bầu làm Bí thư Trung ương (Đảng Cộng sản Liên Xô), và Andropov đưa tôi vào nhóm chuẩn bị cải cách. Gorbachev và Dolgikh cũng là một phần của nhóm đó... Chúng tôi bắt đầu đối phó với nền kinh tế, và với việc đó bắt đầu perestroika vào năm 1985, thực tế sử dụng kết quả của những gì đã được thực hiện vào năm 1983 và 1984. Nếu chúng tôi không làm điều đó, nó sẽ thậm chí còn tồi tệ hơn".
Được tổ chức vào tháng 2 - tháng 3 năm 1986, Đại hội Đảng Cộng sản Liên Xô lần thứ XXVII đã thay đổi điều lệ Đảng: đường lối "cải tạo chủ nghĩa xã hội" (chứ không phải "xây dựng chủ nghĩa cộng sản" như trước đây) được tuyên bố; nó được cho là vào năm 2000 để tăng gấp đôi tiềm năng kinh tế Liên Xô và cung cấp cho mỗi gia đình một căn hộ riêng biệt (chương trình "Nhà ở 2000").
Chính sách đối ngoại Liên Xô trong giai đoạn 1985-86 tiếp tục khá cứng rắn, bất chấp sự tan băng nhẹ trong quan hệ với Hoa Kỳ và phương Tây xuất hiện ngay sau khi Gorbachev lên nắm quyền. Một sự thay đổi đáng kể trên trường quốc tế chỉ xảy ra vào mùa thu năm 1987, khi Liên Xô đồng ý nhượng bộ nghiêm túc trong quá trình chuẩn bị hiệp định INF.

### Giai đoạn hai (1/1987-6/1989)
Cuối năm 1986 và đầu năm 1987, nhóm của Gorbachev đi đến kết luận rằng các biện pháp hành chính không thể thay đổi tình hình đất nước và nỗ lực cải cách hệ thống theo tinh thần chủ nghĩa xã hội dân chủ. Hai đòn giáng vào nền kinh tế Liên Xô vào năm 1986 đã góp phần vào động thái này: giá dầu lao dốc và thảm họa Chernobyl.
Giai đoạn mới bắt đầu với Hội nghị toàn thể tháng Giêng (1987) Trung ương Đảng Cộng sản Liên Xô, đưa ra nhiệm vụ tái cơ cấu triệt để cơ chế quản lý kinh tế, và được đặc trưng bởi sự khởi đầu của những cải cách quy mô lớn trong tất cả các lĩnh vực đời sống xã hội Liên Xô (mặc dù một số biện pháp bắt đầu được áp dụng vào cuối năm 1986, chẳng hạn như Luật "Về hoạt động kinh doanh cá nhân"):
- Chính sách glasnost được công bố trong đời sống xã hội: nới lỏng kiểm duyệt trên các phương tiện truyền thông đại chúng, dỡ bỏ các hạn chế thảo luận về các chủ đề bị cấm trước đây (chủ yếu là sự đàn áp của chế độ Stalin, tình dục nói chung và mại dâm nói riêng, nghiện ma túy, bạo lực gia đình, trẻ vị thành niên phạm tội,v.v).
- Hoạt động kinh doanh tư nhân dưới hình thức hợp tác xã được hợp pháp hóa trong nền kinh tế (mặc dù chưa gọi ra từ "tư doanh" và "tài sản tư nhân", nhưng hợp tác xã được giới thiệu như một yếu tố thị trường trong mô hình xã hội chủ nghĩa hiện có), bắt đầu liên doanh với các công ty nước ngoài được lập ra một cách chủ động.
- Trong chính trị quốc tế, học thuyết chính trở thành đường lối "Tư duy mới": từ bỏ cách tiếp cận giai cấp trong ngoại giao và cải thiện quan hệ với phương Tây.
- Ngay trong giai đoạn thứ hai của perestroika, hoạt động chống Liên Xô bắt đầu được tăng cường.

Các khẩu hiệu đã được nêu ra về sự cần thiết phải loại bỏ chủ nghĩa xã hội "biến dạng", về việc quay trở lại với "các chuẩn mực chủ nghĩa Lenin", "lý tưởng Tháng Mười" và "chủ nghĩa xã hội với một bộ mặt con người" thông qua dân chủ hóa mọi mặt của xã hội và cải cách thể chế chính trị. Trong thời kỳ này, hầu như tất cả các tác phẩm bị cấm trước đây của Grossman, Platonov, Zamyatin, Mikhail Bulgakov, Pasternak đều được xuất bản; Các tiểu thuyết mới "Nơi đặt hộp sọ" ("Плаха") của Chyngyz Aitmatov, "Những đứa trẻ Arbat" (Дети Арбата) của Anatoly Rybakov, "Trang phục trắng" (Белые одежды) của Vladimir Dudintsev, tuyển tập truyện "Trên hiên vàng" (На золотом крыльце сидели) của Tatyana Tolstaya.... Vấn đề về sự đàn áp của chế độ Stalin và việc phục hồi các nạn nhân bị đàn áp xuất hiện. Vào tháng 9 năm 1987, một ủy ban được thành lập bởi Bộ Chính trị Trung ương Đảng CỘng sản Liên Xô về sự phục hồi, do Alexander Yakovlev đứng đầu. Việc mở cửa lại Tu viện Optina và Tu viện Tolga vào cuối năm 1987 và lễ kỷ niệm tương đối công khai kỷ niệm 1000 năm Cơ đốc giáo Chính thống vào năm 1988 được coi là dấu hiệu của sự thay đổi chính sách của nhà nước đối với giáo hội.
Một phần dân số (chủ yếu là thanh niên và giới trí thức tự do - những người "sáu mươi" đã chứng kiến quá trình tự do hóa thời Khrushchev trước đây) bị thu hút bởi sự thoải mái trước những thay đổi bắt đầu sau hai thập kỷ trì trệ và tự do chưa từng có theo các tiêu chuẩn trước đó. Sự thờ ơ của xã hội vào đầu những năm 1980 được thay thế bằng niềm tin vào một tương lai tươi sáng hơn.
Đồng thời, kể từ năm 1988, tình trạng bất ổn chung trong nước bắt đầu gia tăng dần: tình hình kinh tế trở nên tồi tệ, sự ly khai xuất hiện ở các vùng ngoại vi quốc gia, và các cuộc xung đột giữa các sắc tộc đầu tiên nổ ra (Karabakh).

### Giai đoạn ba (6/1989-9/1991)
Giai đoạn cuối, trong giai đoạn này, tình hình đất nước mất ổn định rõ rệt. Sau Đại hội Đại biểu Nhân dân lần thứ nhất, Đảng Cộng sản bắt đầu đối đầu với các nhóm chính trị mới xuất hiện do quá trình dân chủ hóa xã hội. Ban đầu do chính quyền cấp trên khởi xướng, những thay đổi trong nửa cuối năm 1989 nằm ngoài tầm kiểm soát của chính quyền. Khó khăn kinh tế leo thang thành một cuộc khủng hoảng toàn diện: tăng trưởng kinh tế chậm lại mạnh mẽ vào năm 1989, được thay thế bằng sự suy giảm vào năm 1990, và vào cuối năm 1991, Liên Xô trên bờ vực suy sụp về kinh tế. Một sự sụp đổ thảm khốc về mức sống xảy ra: tình trạng nghèo đói và thất nghiệp hàng loạt đã trở thành hiện thực của xã hội Liên Xô vào đầu những năm 1990. Tình trạng thiếu hàng kinh niên lên đến đỉnh điểm: các kệ hàng trống rỗng trở thành biểu tượng những năm 1980-1990, và vào năm 1991, châu Âu bắt đầu tích cực giúp đỡ Liên Xô trong việc cung cấp viện trợ nhân đạo. Sự thoải mái trong xã hội bị thay thế thành sự thất vọng, không chắc chắn về tương lai, và những cảm tình chống cộng hàng loạt. Di cư ra nước ngoài gia tăng. Từ năm 1990, tư tưởng chính không còn là "cải tạo chủ nghĩa xã hội", mà là xây dựng nền dân chủ và nền kinh tế thị trường kiểu tư bản chủ nghĩa.
Trong năm 1987-1991, hệ thống kinh tế-xã hội Liên Xô bắt đầu tiếp thu các đặc điểm chủ nghĩa tư bản: tài sản tư nhân được hợp pháp hóa, thị trường chứng khoán và ngoại hối được hình thành, hợp tác, liên doanh và ITA (thu nhập lao động cá nhân) bắt đầu hình thành doanh nghiệp kiểu phương Tây. "Tư duy mới", cải cách nửa vời và chính sách tăng tốc (1985-1987) trên trường quốc tế bị giảm xuống thành những nhượng bộ đơn phương với phương Tây, kết quả là Liên Xô mất nhiều vị trí và thực sự không còn là một siêu cường như cách đấy vài năm kiểm soát một nửa thế giới. Tại Nga Xô kể từ tháng 6 năm 1988, sau Hội nghị Đại biểu Toàn quốc lần thứ XIX Đảng Cộng sản Liên Xô và các nước cộng hòa khác thuộc Liên bang, lực lượng ly khai lên nắm quyền - một cuộc "diễu hành chủ quyền" bắt đầu - các nước cộng hòa tuyên bố nền độc lập. Giữa những năm 80 và đầu những năm 90 được đánh dấu bằng những cuộc đối đầu đẫm máu: Tháng 12 năm 1986 - Alma-Ata (Kazakhstan); Tháng 12 năm 1987 - tháng 2 năm 1988 - Karabakh (Armenia và Azerbaijan); Tháng 4 năm 1989 - Tbilisi (Gruzia); Tháng 1 năm 1990 - Baku (Azerbaijan); Tháng 1 năm 1991 - Riga (Latvia), Vilnius (Lithuania).
Trong cuộc trưng cầu dân ý toàn liên bang được tổ chức vào ngày 17 tháng 3 năm 1991, khoảng 77% đã bỏ phiếu cho việc duy trì sự thống nhất của Liên Xô, 9 trong số 15 nước cộng hòa đã tham gia vào cuộc trưng cầu này, vào tháng 4 - đạo luật mới của Hiệp ước Liên bang đã bị hoãn lại cho đến ngày 20 tháng 8. Một ngày trước khi ký đạo luật, quân đội đã được đưa đến Moskva - cuộc đảo chính 3 ngày bắt đầu vào tháng 8 năm 1991, sau đó không còn cơ hội để cứu Liên Xô. Ngày 1 tháng 12 năm 1991, Ukraine tuyên bố độc lập. Vào ngày 7-8 tháng 12, các nhà lãnh đạo của Nga Xô, Ukraine Xô và Belarus Xô đã ký Hiệp định Belovezha về việc thành lập SNG, có hiệu lực sau các cuộc đàm phán Alma-Ata (21/12/1991) và bao gồm tất cả 11 nước cộng hòa thuộc Liên Xô cũ. Kết quả của sự phát triển này là việc giải tán quyền lực của Đảng Cộng sản Liên Xô, cuộc khủng hoảng tháng 8 năm 1991 và sự sụp đổ của Liên Xô vào tháng 8 - tháng 12 năm 1991.

### Hậu Perestroika (9-12/1991)
Khoảng thời gian từ khi Ủy ban Nhà nước về tình trạng khẩn cấp thất bại đến khi chính thức hợp pháp hóa về sự sụp đổ Liên Xô thường không được coi là perestroika; nó là một kiểu "không có thời gian" khi một mặt nhà nước thống nhất vẫn chính thức tiếp tục tồn tại, mặt khác, lịch sử Liên Xô đã kết thúc và việc Liên Xô bị giải thể cuối cùng chỉ còn là vấn đề thời gian. Trong thời kỳ này, hệ thống cộng sản và toàn bộ hệ thống quyền lực nhà nước ở Liên Xô đang bị giải tán. Đến cuối năm 1991, nền kinh tế Liên Xô thực sự sụp đổ. Các nước cộng hòa Baltic ly khai khỏi Liên Xô, trong khi các nước cộng hòa khác cũng tiến tới độc lập. Hoạt động Đảng Cộng sản Liên Xô lần đầu tiên bị đình chỉ, và sau đó bị cấm. Thay vì các cơ quan chính thức, các cơ cấu vi hiến thay thế (Hội đồng Nhà nước, Chính phủ Silayev, IEC) được tạo ra. Toàn bộ quyền lực thực sự được chuyển từ Liên bang sang cấp cộng hòa. Công việc về Hiệp ước Liên bang mới vẫn tiếp tục cho đến tháng 11, nhưng càng về sau, mong muốn của giới tinh hoa cộng hòa, những người đã bắt đầu tận hưởng quyền lực thực sự, càng trở nên rõ ràng hơn. Vào ngày 8 tháng 12, tại dinh thự Viskuli ở Belovezhskaya Pushcha, các nhà lãnh đạo của Nga, Ukraine và Belarus tuyên bố rằng Liên Xô không còn tồn tại. Chính phủ trung ương, do Gorbachev lãnh đạo bị tê liệt và không còn có thể phản đối những hành động này. Vào ngày 25 tháng 12 năm 1991, Mikhail Gorbachev từ chức Tổng thống Liên bang Cộng hòa Xã hội Chủ nghĩa Xô viết, và vào ngày 26 tháng 12 năm 1991, Liên Xô không còn tồn tại.

## Quá trình

### 1985-1989

#### Bối cảnh
Sự khởi đầu những cải cách quy mô lớn ở Liên Xô thường gắn liền vào năm 1985, khi Đảng, và trên thực tế là Nhà nước, do Mikhail Gorbachev đứng đầu. Trong khi đó, một số tác giả gọi Yuri Andropov là "cha đẻ của perestroika", những người khác phân biệt "thời kỳ phôi thai" perestroika (1983-1985), không phải không có lý do, tin rằng vào nửa đầu những năm 1980, Liên Xô đang dần bước vào giai đoạn cải cách. Yuri Andropov đã bắt đầu quá trình chuyển đổi sau khi ông lên nắm quyền. Đầu năm 1983, Andropov chỉ thị cho một nhóm quan chức cấp cao Ban Chấp hành Trung ương Đảng Cộng sản Liên Xô, bao gồm Mikhail Gorbachev và Nikolai Ryzhkov, để chuẩn bị các đề xuất về nguyên tắc cải cách kinh tế. Trong số các vấn đề đang được xem xét, theo Nikolai Ryzhkov, là các vấn đề về tự tài chính và độc lập của các doanh nghiệp, nhượng quyền và hợp tác xã, liên doanh và công ty cổ phần. Năm 1983, một cuộc thử nghiệm kinh tế quy mô lớn bắt đầu. Vì mục đích này, một số ngành công nghiệp và doanh nghiệp lớn ở một số nước cộng hòa thuộc Liên Xô đã được phân bổ. Đưa ra sự phụ thuộc tiền lương vào lợi nhuận và doanh nghiệp có thể tự định giá và phát triển các mẫu sản phẩm. Đó là một phiên bản mở rộng việc tự hạch toán. Năm 1984, Hội nghị toàn thể Trung ương Đảng về chính sách khoa học và công nghệ được tổ chức, đánh dấu sự chuyển đổi từ chính sách sâu rộng sang chính sách chuyên sâu. Khi Andropov qua đời và việc Chernenko lên nắm quyền đã đóng băng các kế hoạch cải cách hiện có. Thay vì hội nghị toàn thể dành cho việc giới thiệu thiết bị mới và cải thiện quan hệ sản xuất và khoa học, hội nghị toàn thể về khai hoang đã được tổ chức. Mặc dù vậy, sau khi Andropov qua đời, Konstantin Chernenko đã tuyên bố về đường lối "tăng tốc phát triển nền kinh tế quốc dân", nhằm "tái cơ cấu hệ thống quản lý kinh tế" cần được thực hiện bởi những cán bộ hiểu "những yêu cầu mới của cuộc sống". Năm 1984, theo lệnh của Chernenko, công việc được thực hiện nhằm chuẩn bị một chương trình cải cách kinh tế toàn diện với trọng tâm là các cuộc thảo luận kinh tế trong 5 năm cuối cùng của chủ nghĩa Stalin và tổng kết cuốn sách "Các vấn đề kinh tế chủ nghĩa xã hội ở Liên Xô" (1952) của Stalin lên các cuộc thảo luận đó. Và vào tháng 3 năm 1985 Mikhail Gorbachev khẳng định cam kết của mình đối với đường lối chiến lược này: "Đây là con đường đẩy nhanh sự phát triển kinh tế - xã hội đất nước, cải thiện mọi mặt của xã hội".
Lên nắm quyền vào ngày 11 tháng 3 năm 1985, Gorbachev đã công bố những nguyên lý cơ bản trong đường lối của mình tại Hội nghị toàn thể Ban chấp hành Trung ương tháng 4 năm 1985: "Nhờ sự hoạt động tích cực của đảng từ năm 1983, đã có thể phát triển công việc của nhiều bộ phận trong nền kinh tế quốc dân và phần nào cải thiện được tình hình". Và xa hơn nữa: "Chúng ta cần những chuyển dịch mang tính cách mạng - sự chuyển đổi về cơ bản các hệ thống công nghệ mới, sang công nghệ thế hệ mới nhất, mang lại hiệu quả cao nhất".
Tại Hội nghị toàn thể tháng 4 năm 1985, những người ủng hộ Gorbachev đã trở thành thành viên chính thức trong Bộ Chính trị: Bí thư Trung ương Đảng Yegor Ligachev và Nikolay Ryzhkov, Chủ tịch KGB Viktor Chebrikov; ủy viên dự khuyết Bộ Chính trị - Nguyên soái Bộ trưởng Bộ Quốc phòng Liên Xô Sergey Sokolov. "Gorbachev đa số" đang hình thành trong Bộ Chính trị.
Năm 1985-1986, các ủy viên và ủy viên dự khuyết Bộ Chính trị và Ban Bí thư Trung ương Đảng Cộng sản Liên Xô đã bị "thanh trừng": Vào tháng 7 năm 1985, Bí thư Trung ương Đảng phụ trách Công nghiệp-Quân sự Grigory Romanov, đối thủ chính Gorbachev trong cuộc "chạy đua" lấy chức vụ Tổng bí thư, đã bị loại khỏi Bộ Chính trị; vào tháng 10 năm 1985, Chủ tịch Hội đồng Bộ trưởng Liên Xô Nikolai Tikhonov, đã từ chức, miễn nhiệm khỏi Bộ Chính trị; vào tháng 2 năm 1986, Bí thư thứ nhất Thành ủy Moskva Viktor Grishin, bị miễn nhiệm khỏi Bộ Chính trị, chức vụ này sau đó do Boris Yeltsin đảm nhiệm; Tháng 3 năm 1986, Phó Chủ tịch thứ nhất Đoàn Chủ tịch Xô Viết Tối cao Liên Xô, Vasily Kuznetsov (chức vụ do một ủy viên dự khuyết Bộ Chính trị từ năm 1964) thay thế bởi Pyotr Demichev, và Bí thư Trung ương Đảng Boris Ponomarev (vị trí của ông do Đại sứ Liên Xô tại Hoa Kỳ, Anatoly Dobrynin đảm nhận), lần lượt 85 tuổi và 81 tuổi vào thời điểm nghỉ hưu. Konstantin Rusakov cũng bị loại khỏi Ban Bí thư Trung ương Đảng (Vadim Medvedev đảm nhận) và Ivan Kapitonov cũng bị loại khỏi Ban Bí thư Trung ương Đảng nhận nhiệm vụ làm Chủ tịch Ủy ban Kiểm toán Trung ương Đảng. Như vậy, Gorbachev đã đổi mới Bộ Chính trị tới 2/3. Trong Bộ Chính trị được bầu vào năm 1981, ngoài Gorbachev, còn lại Andrey Gromyko, cũng như các nhà lãnh đạo cộng hòa Dinmukhamed Kunaev và Volodymyr Shcherbytsky. Ban Bí thư Trung ương Đảng đã được đổi mới một cách toàn diện, và Alexander Yakovlev nằm trong số các Bí thứ mới. Trong năm 1987, các lãnh đạo đảng cộng hòa Dinmukhamed Kunayev và Heydar Aliyev đã bị miễn nhiệm khỏi Bộ Chính trị.
Trong giai đoạn 1985-1986, 60% bí thư tỉnh ủy và 40% ủy viên Trung ương Đảng Cộng sản Liên Xô bị thay thế.

#### Chính trị trong Liên Xô
Tại Hội nghị toàn thể Ban Chấp hành Trung ương Đảng Cộng sản Liên Xô ngày 23 tháng 4 năm 1985, Gorbachev công bố kế hoạch cải cách sâu rộng nhằm đổi mới toàn diện xã hội, nền tảng được gọi là "tăng tốc phát triển kinh tế xã hội của đất nước".
Tại một cuộc họp Bộ Chính trị vào tháng 4 năm 1986, Gorbachev lần đầu tiên tuyên bố sự cần thiết một Hội nghị toàn thể về các vấn đề nhân sự. Chỉ tại cuộc họp toàn thể này, mới có thể đưa ra quyết định thay đổi chính sách nhân sự. Tháng 6 năm 1986, tại cuộc họp với Ban Bí thư Trung ương Đảng và các Trưởng ban Ban chấp hành Trung ương Đảng, Gorbachev nói: "Nếu không có một 'cuộc cách mạng nhỏ' trong đảng, thì sẽ chẳng có bước tiến gì, bởi vì quyền lực thực sự nằm ở các cơ quan đảng. Nhân dân sẽ không kéo quanh cổ họ bộ máy không có tác dụng gì cho perestroika".
Tại Đại hội Đảng Cộng sản Liên Xô lần thứ XXVII (tháng 2 đến tháng 3 năm 1986), Gorbachev tuyên bố: "Vấn đề cơ bản đối với chúng ta là sự mở rộng chủ nghĩa glasnost. Đó là một vấn đề chính trị. Không có glasnost thì không có và không thể có dân chủ, sức sáng tạo chính trị của quần chúng, sự tham gia của họ vào chính quyền". Các phương tiện truyền thông bắt đầu có được nhiều quyền tự do hơn trong việc mô tả các vấn đề hiện có. Tổng biên tập của một số tờ báo và tạp chí đã được thay thế mà sau đó hoạt động đối lập nhất ("Thế giới Mới", "Tin tức Moskva", "Luận điểm và Sự thật"). Vào năm 2011, Tatyana Moskvina (trong bài đánh giá về cuốn sách ""Nhìn" - Nhịp điệu Perestroika") đã sử dụng thuật ngữ "nhà báo perestroika" ("kiểu phóng viên truyền hình trung thực, có tinh thần công dân giống perestroika đã được lai tạo ra ngoài tự nhiên")
Từ cuối năm 1986, những tác phẩm văn học bị cấm trước đây bắt đầu được xuất bản, và những bộ phim nằm trên kệ bắt đầu được trình chiếu (tác phẩm đầu tiên trong số này là bộ phim "Sám hối" (Покаяние) của Tengiz Abuladze).
Vào tháng 5 năm 1986, Đại hội lần thứ V Hiệp hội Điện ảnh Liên Xô khai mạc, bất ngờ bầu lại toàn bộ Ban lãnh đạo Hiệp hội. Kịch bản này sau đó cũng dẫn đến những thay đổi trong các hiệp hội sáng tạo khác.
Chính sách do Đại hội Đảng XXVII khởi xướng lần đầu tiên được gọi là "perestroika" vào tháng 6 năm 1986. Giờ đây, nó không chỉ bao gồm việc "tăng tốc" phát triển kinh tế đất nước được tuyên bố ban đầu, mà còn bao gồm cả những cải cách kinh tế, chính trị và xã hội sâu sắc hơn. Thuật ngữ mới phản ánh bản chất sâu sắc và toàn diện những thay đổi bắt đầu.
Vào ngày 4 tháng 9 năm 1986, Tổng cục Bảo vệ bí mật nhà nước trên báo chí Liên Xô (Glavlitom) ban hành Lệnh số 29c, trong đó các kiểm duyệt viên được chỉ thị tập trung vào các vấn đề liên quan đến bảo vệ bí mật nhà nước và quân sự trên báo chí, và chỉ thông báo cho các cơ quan đảng về những vi phạm đáng kể trong lĩnh vực tư tưởng.
Vào ngày 25 tháng 9 năm 1986, Trung ương Đảng Cộng sản Liên Xô ban hành lệnh ngừng gây nhiễu các chương trình phát thanh một số đài phát thanh nước ngoài (Đài tiếng nói Hoa Kỳ, BBC) và tăng cường gây nhiễu các đài phát thanh khác (Đài Tự do và Deutsche Welle). Vào ngày 23 tháng 5 năm 1987, Đài phát thanh Liên Xô cuối cùng đã ngừng gây nhiễu các chương trình của "Đài tiếng nói Hoa Kỳ" và một số đài phát thanh phương Tây khác. Việc gây nhiễu các đài phát thanh nước ngoài tại Liên Xô đã bị dừng hoàn toàn vào ngày 30 tháng 11 năm 1988.
Năm 1987, Ủy ban liên bộ, do Glavlitom Liên Xô đứng đầu, bắt đầu công việc rà soát các ấn phẩm để chuyển chúng từ các bộ phận lưu trữ đặc biệt sang bộ sưu tập "mở".
Mặc dù có những bước đi riêng lẻ đã nêu, nhưng đời sống những năm 1985-1986 không có thay đổi gì nghiêm trọng. Hội nghị toàn thể Trung ương Đảng về Các vấn đề Nhân sự trong Đảng, được tổ chức vào tháng 1 năm 1987, được coi là điểm khởi đầu những cải cách chủ yếu thực sự. Quá trình chuẩn bị bắt đầu vào mùa thu năm 1986. Sau nhiều tranh luận và thống nhất, văn bản cuối cùng trong báo cáo của Gorbachev trước Hội nghị toàn thể bao gồm một tuyên bố về sự cần thiết cuộc bầu cử trong toàn đảng từ nhiều ứng viên (thông lệ là chấp thuận ứng viên được đề xuất từ cấp trên). Ngoài ra, người ta nói rằng những người hoạt động trong đảng phải báo cáo một cách có hệ thống về công việc của họ cho những người đã bầu ra họ.
Vào ngày 27 tháng 1 năm 1987, Hội nghị toàn thể được chuẩn bị từ lâu đã khai mạc (Hội nghị Trung ương 3 khóa XXVII). Gorbachev đã thực hiện một báo cáo "Về Perestroika và Chính sách Nhân sự của Đảng". Nó được xác định theo các hướng sau:
- Bước đầu chuyển đổi Đảng Cộng sản Liên Xô từ cơ cấu nhà nước thành một chính đảng thực sự ("Chúng ta phải kiên quyết bỏ những chức năng quản lý không phù hợp với các cơ quan đảng");
- Đề bạt những người không đảng phái vào các vị trí lãnh đạo;
- Mở rộng "dân chủ trong nội bộ đảng";
- Thay đổi chức năng và vai trò của các Xô viết, trở thành "cơ quan quyền lực thực sự trên lãnh thổ của mình";
- Tổ chức bầu cử cho Liên Xô trên cơ sở nhiều lựa chọn (các cuộc bầu cử từ năm 1918 bỏ phiếu cho một ứng viên duy nhất cho mỗi ghế).

Các cuộc bầu cử nhiều ứng viên vào các Xô viết địa phương đã được tổ chức vào mùa hè năm 1987 tại nhiều khu vực bầu cử, lần đầu tiên trong lịch sử của Liên Xô.
Trong bài phát biểu của Gorbachev tại hội nghị toàn thể tháng Giêng, glasnost cũng được dành nhiều không gian. Đồng thời, ông nói rằng "đã đến lúc bắt đầu phát triển các hành động pháp lý để đảm bảo tính "công khai"". Ông nói:"Chúng ta không nên có những vùng bị kín để chỉ trích. Nhân dân cần tất cả sự thật... Chúng ta cần nhiều ánh sáng hơn bao giờ hết, để đảng và nhân dân biết tất cả mọi thứ, để chúng ta không có góc tối nào mà nấm mốc có thể sinh sôi trở lại".
Vào ngày 23 tháng 1 năm 1988, tờ "Pravda" đăng một bài báo của V. Ovcharenko với tựa đề "Rắn hổ mang trên vàng", trong đó trình bày các tài liệu của nhóm điều tra từ năm 1983 đã điều tra cái gọi là vụ án bông ở Uzbekistan. Đó không phải là về những người trồng bông đơn thuần, mà là về những người lãnh đạo cao cấp trong ban lãnh đạo đảng và nhà nước của nước cộng hòa. Bài báo trên Pravda là một tín hiệu cho các tờ báo Liên Xô khác. Thực tế không có một tờ báo nào, kể cả ở trung ương hay địa phương, không vạch trần được sự tha hóa và tham nhũng các cấp lãnh đạo đảng ở địa phương.
Tháng 12 năm 1986, Andrey Sakharov và vợ Yelena Bonner được trả tự do ở Gorky. Vào tháng 2 năm 1987, 140 người bất đồng chính kiến được ân xá. Ngay lập tức tham gia vào các tổ chức xã hội. Phong trào bất đồng chính kiến rải rác, thưa thớt, chấm dứt sự tồn tại vào năm 1983, đã hồi sinh dưới khẩu hiệu phong trào dân chủ. Hàng chục tổ chức không chính thức, dần dần được chính trị hóa, linh hoạt về thứ bậc đã xuất hiện (nổi tiếng nhất là "Liên minh Dân chủ", được thành lập vào tháng 5 năm 1988, tổ chức hai cuộc mít tinh chống cộng ở Moskva vào tháng 8 và tháng 9 năm 1988), những tờ báo và tạp chí độc lập đầu tiên ra đời.
Năm 1987-1988, các tác phẩm trước đây không được xuất bản hoặc bị cấm ở Liên Xô như "Những đứa trẻ Arbat" của Anatoly Rybakov, "Cuộc đời và số phận" của Vasily Grossman, "Requiem" của Anna Akhmatova, "Sophia Petrovna" của Lydia Chukovskaya, "Bác sĩ Zhivago" của Boris Pasternak, "Trái tim của một chú chó" của Mikhail Bulgakov, "Chevengur" và "Kotlovan" của Andrei Platonov.
Năm 1987, các hiệp hội truyền hình ngoài nhà nước đầu tiên được thành lập, chẳng hạn như NIKA-TV (Kênh thông tin truyền hình độc lập) và ATV (Hiệp hội các tác giả truyền hình). Trái ngược với chương trình bán chính thức khô khan "Vremya", các bản tin hàng đêm của TSN đã xuất hiện. Các nhà lãnh đạo trong lĩnh vực này là các chương trình dành cho giới trẻ "Tầng mười hai" và chương trình "Vzglyad" của Đài truyền hình Leningrad.
Năm 1987, bộ phim "Assa" của Sergei Solovyov có một bài hát ban nhạc rock Kino, "Chúng tôi muốn thay đổi!", dựa trên lời bài hát của Viktor Tsoi, đã trở thành một loại quốc ca không chính thức của giới trẻ trong thời kỳ perestroika. Phim tài liệu "Có dễ dàng để được trẻ?" của đạo diễn Juris Podnieks kể về thanh niên Liên Xô thời bấy giờ gây được tiếng vang lớn trong xã hội, được trình chiếu lần đầu tiên vào tháng 1/1987.
Sự kiện quan trọng nhất năm 1988 là Hội nghị Đại biểu Toàn quốc lần thứ XIX Đảng Cộng sản Liên Xô, được tổ chức vào tháng 6-7. Lần đầu tiên kể từ những năm 1920, các đại biểu thực sự bày tỏ ý kiến riêng mình, đôi khi tự cho phép mình chỉ trích hành động ban lãnh đạo đảng, và điều này đã được phát trên truyền hình. Hội nghị do Gorbachev khởi xướng đã quyết định cải tổ hệ thống chính trị. Về nguyên tắc, nó đã được quyết định tổ chức các cuộc bầu cử nhiều ứng viên cho các đại biểu Xô viết ở tất cả các cấp. Mọi người đều có thể được đề cử làm ứng viên.
Nhưng đồng thời, các biện pháp đã được vạch ra để duy trì vai trò Đảng Cộng sản Liên Xô trong Liên Xô. Trước đây, cơ quan lập pháp cao nhất là Xô Viết Tối cao Liên Xô, do người dân bầu ra ở các tỉnh và lãnh thổ quốc gia. Bây giờ Xô Viết Tối cao đã được bầu bởi Đại hội Đại biểu Nhân dân, 2/3 trong đó, do người dân bầu chọn, 750 người còn lại sẽ được bầu bởi "các tổ chức công", trong đó Đảng Cộng sản Liên Xô có số đại biểu lớn nhất trong nhóm này. Cải cách này được chính thức hóa bằng luật vào cuối năm 1988.
Hội nghị Đảng ủy cũng quyết định hợp nhất các chức danh người đứng đầu cấp ủy với chủ tịch Xô viết cấp tương ứng. Vì người đứng đầu do người dân bầu nên sự đổi mới này được cho là sẽ đưa những người năng nổ và thực tiễn, có khả năng giải quyết các vấn đề địa phương chứ không chỉ tham gia vào tư tưởng, vào các vị trí lãnh đạo trong đảng.

#### Chủ nghĩa dân tộc và ly khai

##### Xung đột ở Alma-Ate
Vào tháng 12 năm 1986, sau khi Dinmukhamed Kunaev từ chức Bí thư thứ nhất Ban Chấp hành Trung ương Đảng Cộng sản Kazakhstan và bổ nhiệm Gennady Kolbin, một người Nga, đảm nhận chức vụ, đã xảy ra bạo loạn ở Alma-Ata. Các cuộc biểu tình thanh niên Kazakhstan phản đối Kolbin (vì ông không liên quan gì đến Kazakhstan) đã bị chính quyền đàn áp. Các sự kiện tháng 12 ở Alma-Ata, còn được gọi là Jeltoqsan (tiếng Kazakh: Zheltoksan köterlisi - "Các sự kiện tháng 12") - các bài phát biểu giới trẻ Kazakhstan diễn ra vào ngày 17-18 tháng 12 năm 1986 tại Alma-Ata, là thủ đô của Kazakhstan Xô vào thời điểm đó, và diễn ra dưới hình thức các cuộc biểu tình quần chúng và các cuộc nổi dậy quần chúng chống lại chính phủ Cộng sản. Theo thông tin chính thức, tình hình bất ổn bắt đầu do quyết định Tổng bí thư Ban Chấp hành Trung ương Đảng Cộng sản Liên Xô Mikhail Gorbachev loại bỏ Bí thư thứ nhất Đảng Cộng sản Kazakhstan Dinmukhamed Kunaev và thay thế ông bằng Gennady Kolbin, người trước đó chưa từng hoạt động ở Kazakhstan, bí thư thứ nhất tỉnh ủy Ulyanovsk. Những người tham gia cuộc biểu tình ôn hòa yêu cầu một đại diện dân bản địa được bổ nhiệm vào vị trí của người đứng đầu nước cộng hòa. Các cuộc bạo loạn sau đó của thanh niên Kazakhstan đã diễn ra ở các thành phố và vùng khác tại Kazakhstan.
Các sự kiện tháng 12 ở Kazakhstan đã trở thành một trong những cuộc tập hợp quần chúng đầu tiên chống lại quyền lực trung ương tại Liên Xô, sau đó các sự kiện tương tự cũng xảy ra ở các nước cộng hòa quốc gia khác của Liên Xô. Nguyên nhân cơ bản của cuộc xung đột là sự khó khăn kinh tế ngày càng tăng của hệ thống Liên Xô trong bối cảnh các xu hướng phát triển khác nhau giữa các nhóm dân tộc, trong đó hai nhóm dân tộc chính của Kazakhstan Xô là người Nga và người Kazakhstan, dẫn đến sự gia tăng căng thẳng xã hội và lợi ích sắc tộc. Tỷ lệ sinh người Kazakhstan, đặc biệt là ở các vùng nông thôn phía nam đất nước, tiếp tục duy trì ở mức rất cao, trong khi tỷ lệ tử vong ở trẻ sơ sinh giảm đáng kể. Đồng thời, chính sách Nga hóa tiếp tục ở các thành phố lớn, bao gồm cả Almaty, nơi có đa số người Nga, bất chấp chính sách Korenizatsiya ("bản địa hóa") đã đựoc công bố. Cả người Kazakhstan và người Nga đều được bổ nhiệm vào các vị trí hành chính cấp cap. Sự gia tăng tự nhiên cao của người Kazakhstan dẫn đến người dân bản địa di cư đến các thành phố nơi có nhiều cạnh tranh hơn về nhà ở và việc làm. Những người Kazakhstan dân tộc thiểu số ở các vùng nông thôn gặp khó khăn hơn trong việc tìm việc làm do kiến thức tiếng Nga của họ kém. Ngoài các phẩm chất cá nhân, kiến thức về tiếng Nga là một yêu cầu bắt buộc. Đồng thời, đối với việc bổ nhiệm một người dân tộc Nga vào công việc quản lý ở Kazakhstan, kiến thức về tiếng Kazakhstan là không bắt buộc, ngay cả khi được bổ nhiệm ở một khu vực có phần lớn dân số là người Kazakhstan. Dân chúng ngày càng bất mãn.

##### Azerbaijan và Armenia
Vào tháng 8 năm 1987, những người Armenia sống tại tỉnh tự trị Nagorno-Karabakh (NKAO) tại Azerbaijan Xô, chiếm đa số dân số trong tỉnh tự trị này, đã gửi một bản kiến nghị có chữ ký của hàng chục nghìn người tới Moskva để chuyển tỉnh tự trị cho Armenia Xô. Vào tháng 10 năm 1987, các cuộc biểu tình đã được tổ chức ở Yerevan chống lại việc đàn áp người Armenia tại làng Chardakhlu, phía bắc Nagorno-Karabakh, tại đây Bí thư thứ nhất Huyện ủy Shamkir Đảng Cộng sản Azerbaijan M. Asadov xung đột với dân làng liên quan đến các cuộc biểu tình chống lại việc thay thế giám đốc nông trường quốc doanh bằng người Armenia thành người Azerbaijan. Abel Aganbegyan, cố vấn Mikhail Gorbachev, ủng hộ ý tưởng giao lại Nagorno-Karabakh cho Armenia. Vào mùa đông năm 1987 - 1988, những người tị nạn Azerbaijan từ các vùng Kapan và Meghri Armenia Xô bắt đầu đến Azerbaijan. Theo Quỹ Gorbachev, những nhóm người tị nạn đầu tiên bắt đầu đến vào ngày 25 tháng 1.
Vào ngày 13 tháng 2 năm 1988, cuộc biểu tình đầu tiên diễn ra ở Stepanakert, nơi các yêu cầu sát nhập NKAO tới Armenia được đưa ra. Hội đồng quản trị được thành lập tại NKAO, bao gồm những người đứng đầu các doanh nghiệp lớn của tỉnh và các nhà hoạt động cá nhân, đã quyết định tổ chức các phiên họp Xô viết thành phố và quận, sau đó triệu tập một phiên họp Xô viết Đại biểu Nhân dân tỉnh. Vào ngày 20 tháng 2, phiên họp bất thường Đại biểu Nhân dân NKAO đã thảo luận với Xô viết Tối cao Armenia Xô, Azerbaijan Xô và Liên Xô với yêu cầu xem xét và quyết định một cách tích cực vấn đề chuyển NKAO từ Azerbaijan sang Armenia. Vào ngày 21 tháng 2, Bộ Chính trị Đảng Cộng sản Liên Xô thông qua một nghị quyết, theo đó yêu cầu sát nhập Nagorno-Karabakh vào Armenia Xô nguồn gốc do các hành động chủ nghĩa dân tộc và cực đoan, đi ngược lại với lợi ích của Azerbaijan Xô và Armenia Xô. Nghị quyết chỉ giới hạn ở những lời kêu gọi chung nhằm bình thường hóa tình hình và xây dựng, thực hiện các biện pháp nhằm phát triển hơn nữa kinh tế - xã hội, văn hóa tỉnh tự trị.
Vào ngày 22 tháng 2, gần khu định cư Askeran của người Armenia, một cuộc đụng độ bằng súng đã xảy ra giữa các nhóm người Azerbaijan từ thành phố Aghdam, đến Stepanakert "để lập lại trật tự", và người dân địa phương. Hai người Azerbaijan đã thiệt mạng. Trong khi đó, một cuộc biểu tình diễn ra ở Yerevan. Số lượng người biểu tình đã lên đến 45-50 nghìn vào cuối ngày. Trong chương trình "Vremya" đụng chạm đến quyết định của Xô viết NKAO, gọi nó được lấy cảm hứng từ "những kẻ cực đoan và có tư tưởng dân tộc chủ nghĩa". Phản ứng này của báo chí trung ương chỉ làm tăng thêm sự phẫn nộ công chúng Armenia. Vào ngày 26 tháng 2, một cuộc biểu tình được tổ chức tại Yerevan với sự tham dự của gần 1 triệu người. Cùng ngày, các cuộc biểu tình đầu tiên bắt đầu ở Sumgait.
Vào tối ngày 27 tháng 2, trong một cuộc phỏng vấn trên truyền hình của Phó Tổng Công tố Liên Xô Alexander Katusev, lần đầu tiên thông tin hai người Azerbaijan đã thiệt mạng trong một cuộc đụng độ gần Asgaran vào ngày 22 tháng 2 chính thức được công bố. Báo cáo này là một trong những lý do kích động cuộc tấn công của người Armenia ở Sumgayit vào ngày 27-29 tháng 2, trở thành vụ bùng nổ bạo lực sắc tộc hàng loạt đầu tiên trong lịch sử Liên Xô hiện đại. Theo dữ liệu chính thức của Viện Tổng công tố Liên Xô, 26 người Armenia và 6 người Azerbaijan đã thiệt mạng trong các sự kiện đó ("Izvestia", 03/03/1988). Hàng trăm người bị thương, nhiều người bị đánh đập, tra tấn và ngược đãi, hàng nghìn người trở thành người tị nạn. Nguyên nhân và hoàn cảnh các vụ án không được điều tra kịp thời và những kẻ khiêu khích cũng như những kẻ tham gia trực tiếp gây ra tội ác không được xác định và trừng phạt, điều này đã dẫn đến xung đột leo thang.
Các nghị quyết của Đoàn Chủ tịch Xô Viết Tối cao Liên Xô, Hội đồng Bộ trưởng Liên Xô và Ban Chấp hành Trung ương Đảng Cộng sản Liên Xô được thông qua vào tháng 3 năm 1988 về cuộc xung đột giữa các sắc tộc ở NKAO đã không dẫn đến tình hình ổn định, vì các đại diện cấp tiến nhất của cả hai bên xung đột đều từ chối bất kỳ đề xuất thỏa hiệp nào. Hầu hết các thành viên Xô viết Đại biểu Nhân dân tỉnh và Tỉnh ủy ủng hộ yêu cầu chuyển NKAO từ Azerbaijan sang Armenia, đã được chính thức hóa trong các quyết định liên quan tại các phiên họp Xô viết tỉnh và Hội nghị toàn thể Tỉnh ủy, đứng đầu là bí thư thứ nhất tỉnh ủy Genrikh Poghosyan. Ở NKAO (đặc biệt là ở Stepanakert), một cuộc tuyên truyền lớn về tư tưởng của người dân đang diễn ra - các cuộc tuần hành đông đúc hàng ngày, các cuộc biểu tình, các cuộc đình công của các doanh nghiệp, tổ chức và cơ sở giáo dục trong tỉnh với yêu cầu ly khai khỏi Azerbaijan.
Một tổ chức không chính thức, Ủy ban "Krunk", đã được thành lập, do Arkady Manucharov, giám đốc tổ hợp vật liệu xây dựng Stepanakert đứng đầu. Các mục tiêu được tuyên bố là nghiên cứu lịch sử tỉnh, mối quan hệ với Armenia và phục hồi các di tích cổ. Trên thực tế, ủy ban đảm nhận các chức năng của một cơ quan tổ chức các cuộc biểu tình quần chúng. Ủy ban đã bị giải thể theo sắc lệnh của Xô Viết Tối cao Azerbaijan, nhưng nó vẫn tiếp tục các hoạt động của mình. Ở Armenia, phong trào ủng hộ người Armenia tại NKAO ngày càng mở rộng. Ủy ban "Karabakh" được thành lập ở Yerevan, với các nhà lãnh đạo kêu gọi gây áp lực lớn hơn đối với các cơ quan chính phủ trong việc bàn giao NKAO cho Armenia. Đồng thời ở Azerbaijan liên tục có những lời kêu gọi "thiết lập trật tự mang tính quyết định" ở NKAO. Căng thẳng công khai và thù hận quốc gia giữa dân số Azerbaijan và Armenia đang gia tăng từng ngày. Vào mùa hè và mùa thu, bạo lực ở NKAO trở nên thường xuyên hơn, và dòng người tị nạn lẫn nhau gia tăng.
Đại diện các cơ quan trung ương Liên Xô và các cơ quan nhà nước Liên Xô được cử tới NKAO. Một số vấn đề đã được xác định, đã tích tụ trong phạm vi quốc gia trong nhiều năm, trở nên công khai. Ban Chấp hành Trung ương Đảng Cộng sản Liên Xô và Hội đồng Bộ trưởng Liên Xô khẩn trương thông qua Nghị quyết "Về các biện pháp đẩy nhanh phát triển kinh tế và xã hội tỉnh tự trị Nagorno-Karabakh Cộng hòa Xã hội chủ nghĩa Xô viết Azerbaijan giai đoạn 1988-1995". Ngày 14 tháng 6 Xô Viết Tối cao Armenia đồng ý sát nhập tỉnh tự trị Nagorno-Karabakh vào Armenia Xô. Xô viết tối cao Azerbaijan quyết định vào ngày 17 tháng 6 rằng Nagorno-Karabakh vẫn là một phần của nước cộng hòa: "Để đáp lại lời kêu gọi của Xô viết tối cao Cộng hòa Xã hội chủ nghĩa Xô viết Armenia, Xô viết tối cao Cộng hòa Xã hội chủ nghĩa Xô viết Azerbaijan, dựa trên lợi ích việc bảo tồn cấu trúc quốc gia-lãnh thổ hiện có của đất nước, được ghi trong Hiến pháp Liên Xô, được hướng dẫn bởi các nguyên tắc chủ nghĩa quốc tế, lợi ích các dân tộc Azerbaijan và Armenia, các quốc gia và dân tộc khác của nước cộng hòa, coi việc chuyển NKAO từ Azerbaijan Xô thành Armenia Xô là không thể". Vào tháng 7 ở Armenia đã diễn ra các cuộc đình công kéo dài nhiều ngày của các tập thể doanh nghiệp, tổ chức, cơ sở giáo dục và các cuộc mít tinh quần chúng. Cuộc đụng độ giữa những người biểu tình và binh lính Liên Xô tại sân bay Zvartnots tại Yerevan, đã dẫn đến một người biểu tình đã bị giết. Thượng phụ Tối cao Vazgen I kêu gọi trên truyền hình quốc gia về sự khôn ngoan, bình tĩnh, tinh thần trách nhiệm của người dân Armenia và để chấm dứt cuộc đình công. Kêu gọi không được đáp ứng. Các doanh nghiệp và tổ chức tại Stepanakert dừng hoạt động trong vài tháng; Các cuộc tuần hành trên đường phố thành phố và các cuộc mít tinh đông đảo được tổ chức hàng ngày, và tình hình ngày càng trở nên căng thẳng. Theo các phóng viên của "Izvestia", sự ủng hộ mạnh mẽ đang đến từ Armenia: hàng trăm người đang rời đi Yerevan và đến Stepanakert mỗi ngày (một cầu hàng không giữa hai thành phố đã được thiết lập cho mục đích này, với tối đa 4-8 chuyến bay mỗi ngày).
Tính đến giữa tháng 7, khoảng 20,000 người (hơn 4,000 gia đình) đã rời Armenia đến Azerbaijan. Trong khi đó, Ban Chấp hành Trung ương Đảng Cộng sản Azerbaijan cố gắng bình thường hóa tình hình ở những nơi cư trú tập trung của người Azerbaijan ở Armenia. Những người tị nạn từ Azerbaijan tiếp tục đến Armenia Xô. Theo chính quyền địa phương, tính đến ngày 13 tháng 7, 7,265 người (1,598 gia đình) từ Baku, Sumgait, Mingechaur, Gazakh, Shamkir và các thành phố khác của Azerbaijan đã đến Armenia.
Vào ngày 18 tháng 7, một cuộc họp Đoàn Chủ tịch Xô viết tối cao Liên Xô đã được tổ chức, đoàn xem xét các quyết định của Xô viết tối cao Armenia Xô và Azerbaijan Xô về Nagorno-Karabakh và thông qua Nghị quyết về vấn đề này. Nghị định này lưu ý rằng sau khi xem xét yêu cầu của Xô viết tối cao Armenia Xô ngày 15 tháng 6 năm 1988 về việc chuyển giao tỉnh tự trị Nagorno-Karabakh cho Armenia Xô (trên cơ sở yêu cầu của Xô viết Đại biểu Nhân dân NKAO) và quyết định của Xô viết tối cao Azerbaijan Xô ngày 17 tháng 6 năm 1988 Đoàn Chủ tịch Xô viết tối cao coi việc thay đổi biên giới và sự phân chia lãnh thổ quốc gia của Azerbaijan Xô và Armenia Xô được thành lập trên cơ sở hiến pháp là không thể chấp nhận được. Vào tháng 9, tình trạng khẩn cấp và giới nghiêm đã được áp dụng tại tỉnh tự trị Nagorno-Karabakh và quận Aghdam của Azerbaijan Xô. Trong cùng tháng, người Azerbaijan bị trục xuất khỏi Stepanakert và người Armenia khỏi Shusha. Tại Armenia, Đoàn Chủ tịch Xô Viết tối cao Armenia Xô đã quyết định giải thể Ủy ban "Karabakh". Tuy nhiên, những nỗ lực các cơ quan đảng và chính phủ nhằm trấn an người dân đã không có tác dụng. Ở Yerevan và một số thành phố khác của Armenia, các cuộc kêu gọi đình công, mít tinh và tuyệt thực vẫn tiếp tục. Vào ngày 22 tháng 9, một số doanh nghiệp và giao thông đô thị của Yerevan, Leninakan, Abovyan, Charentsavan, cũng như quận Echmiadzin đã phải ngừng hoạt động. Tại Yerevan, các đơn vị quân đội đã tham gia đảm bảo trật tự trên đường phố cùng với cảnh sát.
Từ tháng 11 đến tháng 12 năm 1988, các cuộc hỗn chiến hàng loạt kèm theo bạo lực và giết hại dân thường diễn ra tại cả Azerbaijan và Armenia. Theo các dữ liệu khác nhau, các cuộc tấn công dẫn đến cái chết của từ 20 đến 30 người Azerbaijan trên lãnh thổ Armenia. Theo số liệu do phía Armenia cung cấp, trong ba năm (từ 1988 đến 1990), 26 người Azerbaijan đã bị giết do các hành vi phạm tội liên quan đến sắc tộc. Từ ngày 27 tháng 11 đến ngày 3 tháng 12 năm 1988, 23 người Azerbaijan đã chết, một người chết vào năm 1989 và hai người chết vào năm 1990. Đồng thời, 17 người Armenia đã bị giết trong các cuộc đụng độ với người Azerbaijan ở Armenia. Ở Azerbaijan, các cuộc tấn công lớn của người Armenia đã diễn ra ở Baku, Kirovabad, Shamakhy, Shamkir, Mingachevir và Nakhchivan. Tình trạng khẩn cấp được áp dụng tại một số thành phố của Azerbaijan và Armenia. Vào thời điểm này có dòng người tị nạn lớn nhất - hàng trăm nghìn người từ cả hai phía.
Vào mùa đông năm 1988-1989, việc trục xuất dân số các làng Armenia ở vùng nông thôn Azerbaijan Xô - bao gồm cả phần phía bắc Nagorno-Karabakh (không bao gồm trong NKAO) - các phần đồi núi và đồi núi của Khanlar, Dashkesan, Shamkir và các vùng Kedabek, cũng như thành phố Kirovabad (Ganja) diễn ra. Sau khi hoàn thành các sự kiện này, dân số Armenia của Azerbaijan Xô tập trung ở NKAO, quận Shaumyan, bốn ngôi làng thuộc quận Khanlar (Chaikend, Martunashen, Azad và Kamo) và ở Baku (nơi nó giảm từ khoảng 215 nghìn người xuống còn 50 người nghìn người trong năm).

##### Baltics
Phong trào quốc gia ở Baltics bắt đầu với các bài phát biểu về môi trường. Ví dụ, tại Latvia Xô, các hoạt động Câu lạc bộ Bảo vệ Môi trường đã thành công trong việc ngăn chặn việc xây dựng một con đập vào năm 1986 và tàu điện ngầm Riga vào năm 1988. Năm 1989, số thành viên Câu lạc bộ lên đến 35,000 người và nó đã tổ chức các cuộc biểu tình chống lại sự ô nhiễm của biển Baltic.
Tại Estonia Xô, vào ngày 23 tháng 8 năm 1987, khoảng hai nghìn người ủng hộ nền độc lập Estonia đã tập trung tại Công viên Hirve tại Tallinn để kỷ niệm về việc ký kết Hiệp ước Molotov-Ribbentrop. Cùng ngày, các cuộc mít tinh tương tự cũng được tổ chức ở Riga (khoảng 7,000 người tham gia) và Vilnius (từ 500 đến 1,000 người).
Vào ngày 26 tháng 9 năm 1987, đề xuất về quyền tự chủ kinh tế Estonia trong Liên Xô được đăng trên "Edasi" ("Tiến lên"), tờ báo của Ủy ban Thành phố Tartu Đảng Cộng sản Estonia, đã nhận được sự ủng hộ đáng kể trong xã hội. Một chương trình tương ứng đã được phát triển, được gọi là "Estonia Độc lập về Kinh tế" ("Isemajandav Eesti", viết tắt là IME (CHUDO)).
Vào ngày 13 tháng 4 năm 1988, trong một chương trình trò chuyện trên truyền hình, Edgar Savisaar đề xuất thành lập Mặt trận Bình dân (Rahvarinne), một phong trào xã hội và chính trị sẽ thúc đẩy các mục tiêu perestroika của Gorbachev. Mặt trận Bình dân như vậy đã được lập ra.
Vào ngày 3 tháng 6 năm 1988, "Phong trào Litva vì Perestroika", được gọi là Sąjūdis, được thành lập trong Litva Xô.
Vào ngày 10 đến ngày 14 tháng 6 năm 1988, hơn một trăm nghìn người đã tham dự Lễ hội ca hát tại Tallinn. Sự kiện tháng 6-9/1988 đã đi vào lịch sử với tên gọi "Cách mạng ca hát".
Vào ngày 17 tháng 6 năm 1988, phái đoàn Đảng Cộng sản Estonia đã đưa ra đề xuất giao nhiều quyền lực hơn trong tất cả các lĩnh vực đời sống công cộng, chính trị và kinh tế cho các cơ quan quyền lực cộng hòa tại Hội nghị Đại biểu Toàn quốc lần thứ XIX Đảng Cộng sản Liên Xô.
Vào ngày 11 tháng 9 năm 1988, sự kiện âm nhạc-chính trị "Bài hát Estonian" được tổ chức tại Khu liên hoan ca hát ở Tallinn, nơi tập trung khoảng 300,000 người Estonia, tức là khoảng 1/3 tổng dân số Estonia. Trong sự kiện này, lời kêu gọi độc lập Estonia đã được lên tiếng công khai.
Vào ngày 8-9 tháng 10 năm 1988, Mặt trận Bình dân cũng được thành lập tại Latvia Xô và vào mùa xuân năm 1989, đã có 230,000 người là thành viên của tổ chức.
Vào ngày 16 tháng 11 năm 1988, Xô viết tối cao Estonia Xô thông qua Tuyên bố về chủ quyền nhà nước Estonia Xô, tuyên bố tính tối cao luật pháp Estonia đối với luật Liên Xô.

#### Kinh tế
Vào giữa những năm 1980, tất cả các vấn đề nền kinh tế kế hoạch tồn tại ở Liên Xô đã trở nên tồi tệ hơn. Tình trạng thiếu hụt hàng tiêu dùng hiện có, bao gồm cả thực phẩm, đã tăng mạnh. Nguồn thu từ xuất khẩu dầu giảm đáng kể (thu nộp ngân sách từ xuất khẩu dầu giảm 30% trong các năm 1985-1986) dẫn đến thiếu hụt ngoại tệ cho hàng nhập khẩu, kể cả hàng tiêu dùng. Theo một số tác giả, tình trạng tồn đọng của Liên Xô trong việc phát triển các ngành sử dụng nhiều khoa học của nền kinh tế ngày càng gia tăng. Do đó, Alexander Narignani đã viết vào năm 1985: "Tình hình công nghệ máy tính của Liên Xô có vẻ thảm khốc... Khoảng cách ngăn cách chúng ta với trình độ thế giới ngày càng tăng nhanh hơn... Chúng ta đã tiến gần đến điểm mà bây giờ không chỉ chúng ta sẽ không có thể sao chép các nguyên mẫu của phương Tây, mà thậm chí sẽ không thể theo kịp trình độ phát triển của thế giới".
Tại Hội nghị Trung ương 12 khóa XXVI Đảng Cộng sản Liên Xô, lần đầu tiên các vấn đề kinh tế và xã hội ở Liên Xô đã được công khai. Hội nghị Trung ương nhấn mạnh đến việc tái trang bị kỹ thuật và hiện đại hóa sản xuất, tăng tốc phát triển, trước hết, chủ yếu là kỹ thuật cơ khí làm cơ sở cho việc trang bị lại toàn bộ nền kinh tế quốc dân (còn được gọi là "tăng tốc").
Ngoài ra, trong giai đoạn đầu của perestroika, một số quyết định thiếu cân nhắc đã được đưa ra. Vào tháng 5 năm 1985, Ban Chấp hành Trung ương Đảng Cộng sản Liên XÔ đã ban hành một nghị quyết "Về các biện pháp để khắc phục tình trạng say rượu và nghiện rượu". Quyết định này nhằm giải quyết các vấn đề kinh tế và xã hội, trước hết là kỷ luật lao động và được cho là thúc đẩy sự phát triển năng suât và chất lượng lao động. Việc sản xuất rượu vodka và đồ uống có cồn khác đã giảm 10% mỗi năm. Đến năm 1988, việc sản xuất rượu trái cây và rượu quả mọng đã bị ngừng sản xuất. Những biện pháp này đã làm giảm tỷ lệ tử vong tạm thời trong Liên Xô nhưng hiệu quả kinh tế của chúng là tiêu cực và thể hiện ở việc thất thu ngân sách hơn 20 tỷ đô, việc chuyển sang các loại sản phẩm khan hiếm vốn có trên thị trường trước đây được tự do cung cấp (nước trái cây, ngũ cốc, caramen, v.v.), khiến tình trạng khan hiếm càng tăng mạnh, tính trạng nấu rượu lậu tại nhà và tỷ lệ tử vong do ngộ độc rượu giả và rượu lậu gia tăng.

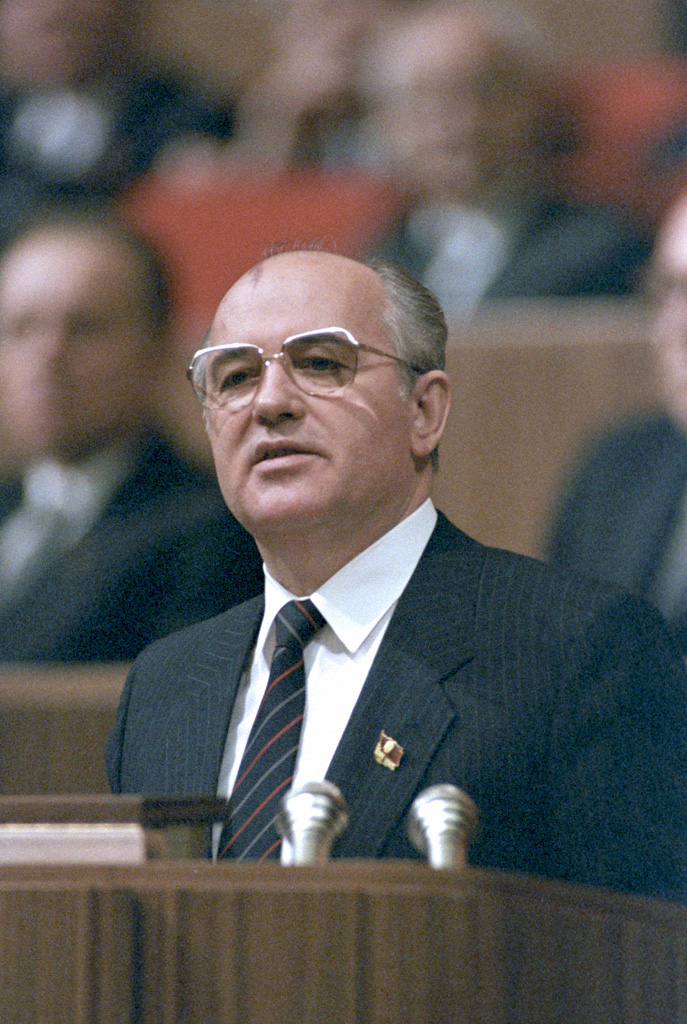
Tổng bí thư Trung ương Đảng Cộng sản Liên Xô Gorbachev phát biểu bế mạc Đại hội Đảng Cộng sản Liên Xô lần thứ XXVII

Đầu năm 1986, Đại hội lần thứ XXVII Đảng Cộng sản Liên Xô được tổ chức, đã thông qua một số chương trình kinh tế và xã hội, đưa ra một chính sách cơ cấu và đầu tư mới. Đặc biệt, việc thực hiện các chương trình dài hạn như "Nhà ở 2000" và những chương trình khác.
Ngày 19 tháng 11 năm 1986, Luật Liên Xô "Về hoạt động kinh doanh cá nhân" được thông qua.
Năm 1987, một cuộc cải cách kinh tế được thực hiện tại Liên Xô, đã giáng một đòn quyết định vào nền kinh tế kế hoạch.
Ngày 13 tháng 1 năm 1987, Hội đồng Bộ trưởng Liên Xô thông qua Nghị định số 48, cho phép thành lập doanh nghiệp liên doanh với sự tham gia các tổ chức và công ty Liên Xô từ các nước tư bản và quốc gia đang phát triển.
Ngày 11 tháng 6 năm 1987, Ban Chấp hành Trung ương Đảng Cộng sản Liên Xô và Hội đồng Bộ trưởng Liên Xô đã thông qua Nghị định số 665 "Về việc Chuyển các Doanh nghiệp và Tổ chức thuộc các ngành Kinh tế Quốc dân sang Tự hoạch toán và tự chủ tài chính".
Vào ngày 30 tháng 6 năm 1987, Luật "Doanh nghiệp Nhà nước" Liên Xô được thông qua, trong đó phân chia lại quyền hạn giữa các bộ và doanh nghiệp theo hướng có lợi cho các doanh nghiệp. Các sản phẩm được sản xuất sau khi hoàn thành đơn đặt hàng nhà nước có thể được nhà sản xuất bán với giá miễn phí. Số lượng các bộ, ban ngành được giảm bớt, thực hiện tự chủ trong tất cả các lĩnh vực trong nền kinh tế quốc dân. Tuy nhiên, việc trao cho tập thể lao động trong doanh nghiệp nhà nước quyền lựa chọn giám đốc và cho doanh nghiệp quyền điều tiết tiền lương dẫn đến việc giám đốc doanh nghiệp phụ thuộc vào quyết định vào tập thể lao động và việc tăng lương không được đảm bảo bởi sự hiện diện một lượng hàng hóa thích hợp trên thị trường tiêu thụ.
Vào tháng 2 năm 1987, Hội đồng Bộ trưởng Liên Xô đã ban hành nghị định "Về việc thành lập các Hợp tác xã sản xuất hàng tiêu dùng", và vào ngày 26 tháng 5 năm 1988, Luật Liên Xô "Về hợp tác trong Liên Xô" đã được thông qua, cho phép các hợp tác xã tham gia vào bất kỳ hoạt động nào không bị pháp luật cấm, bao gồm cả thương mại.
Tuy nhiên, hy vọng rằng các hợp tác xã sẽ nhanh chóng loại bỏ tình trạng thiếu hàng và nâng cao chất lượng dịch vụ là chưa chính xác. Hầu hết các hợp tác xã tham gia vào hoạt động đầu cơ hoặc hoạt động tài chính hoàn toàn để kiếm tiền.
Kết quả là, điều này dẫn đến, trong khi duy trì giá nhà nước, được ấn định về mặt hành chính đối với hầu hết các hàng hóa thấp hơn nhiều so với mức tiêu chuẩn, thông qua nhiều cơ chế cho phép "rút tiền" [một cách phổ biến để "rút tiền" bất hợp pháp là thực hiện một giao dịch hư cấu (không có hiệu lực hoặc tưởng tượng), chủ thể là nghĩa vụ của nhà thầu trong việc thực hiện công việc, cung cấp dịch vụ hoặc cung cấp các mặt hàng tồn kho cho khách hàng mà thực tế không được thực hiện] từ doanh nghiệp, thậm chí dẫn đến thâm hụt còn lớn hơn và sự xuất hiện một tầng lớp mới "người hợp tác", những người mà thu nhập về nguyên tắc không bị chi phối bởi bất kỳ quy tắc nào.
Một trong những kết quả tích cực trong việc chuyển đổi kinh tế là chấm dứt sự suy giảm tốc độ tăng trưởng sản xuất quốc gia và năng suất lao động vào giữa những năm 1980. Điều này chủ yếu được quyết định bởi sự tăng trưởng đầu tư, tuy nhiên, đi kèm với sự gia tăng thâm hụt ngân sách, là 17-18 tỷ rúp vào năm 1985 và gần gấp ba vào năm 1986. Thâm hụt một phần là do thu nhập ngoại hối giảm, chiến tranh Afghanistan đang diễn ra, tai nạn Chernobyl và tổn thất từ chiến dịch chống rượu bia, nhưng nguyên nhân chính dẫn đến giảm thu ngân sách là tỷ lệ lợi nhuận từ các doanh nghiệp và tổ chức được trích nộp cho nhà nước giảm dần (con số tương ứng giảm từ 56% năm 1985 xuống 36% năm 1989-1990)
Thậm chí, những cải cách triệt để hơn đã được lên kế hoạch thực hiện trong giai đoạn sau Hội nghị Toàn quốc Đảng lần thứ 19, vào năm 1988.
Ngày 2 tháng 12 năm 1988, Hội đồng Bộ trưởng Liên Xô đã thông qua Nghị định số 1405 "Về việc phát triển hơn nữa hoạt động kinh tế đối ngoại các doanh nghiệp nhà nước, hợp tác xã và các doanh nghiệp công, hiệp hội và tổ chức khác". Quy định rằng các doanh nghiệp, hiệp hội, hợp tác xã sản xuất và các tổ chức khác có thể xuất khẩu sản phẩm của họ (công trình, dịch vụ) và họ có quyền chi tiêu theo quyết định từ tập thể lao động các quỹ có sẵn bằng đồng rúp chuyển đổi và tiền tệ quốc gia của các nước thành viên Hội đồng Tương trợ Kinh tế (CMEA) toàn bộ và tối đa 10% (tối đa 15% đối với doanh nghiệp , các hiệp hội và tổ chức từ khu vực kinh tế Viễn Đông) quỹ bằng các loại tiền tệ khác, kể cả tiền tệ tự do chuyển đổi, để mua hàng tiêu dùng.
Ngày 18 tháng 5 năm 1989, Hội đồng Bộ trưởng Liên Xô thông qua Nghị định số 412 "Về việc phát triển các hoạt động kinh tế của các tổ chức Liên Xô ở nước ngoài". Kết quả là, độc quyền nhà nước về ngoại thương hầu như bị xóa bỏ, và các doanh nghiệp xuất khẩu nhận được một lượng lớn tiền từ khối lượng hàng hóa, trong khi giá cả vẫn được điều tiết, càng làm tăng thâm hụt hàng hóa.

#### Đối ngoại
Khi Gorbachev lên nắm quyền, ông đã đặt ra một lộ trình để cải thiện quan hệ với Hoa Kỳ. Một trong những lý do là mong muốn giảm chi tiêu quân sự khủng lồ (25% ngân sách nhà nước của Liên Xô). Một chính sách "Tư duy mới" trong các vấn đề quốc tế được tuyên bố.

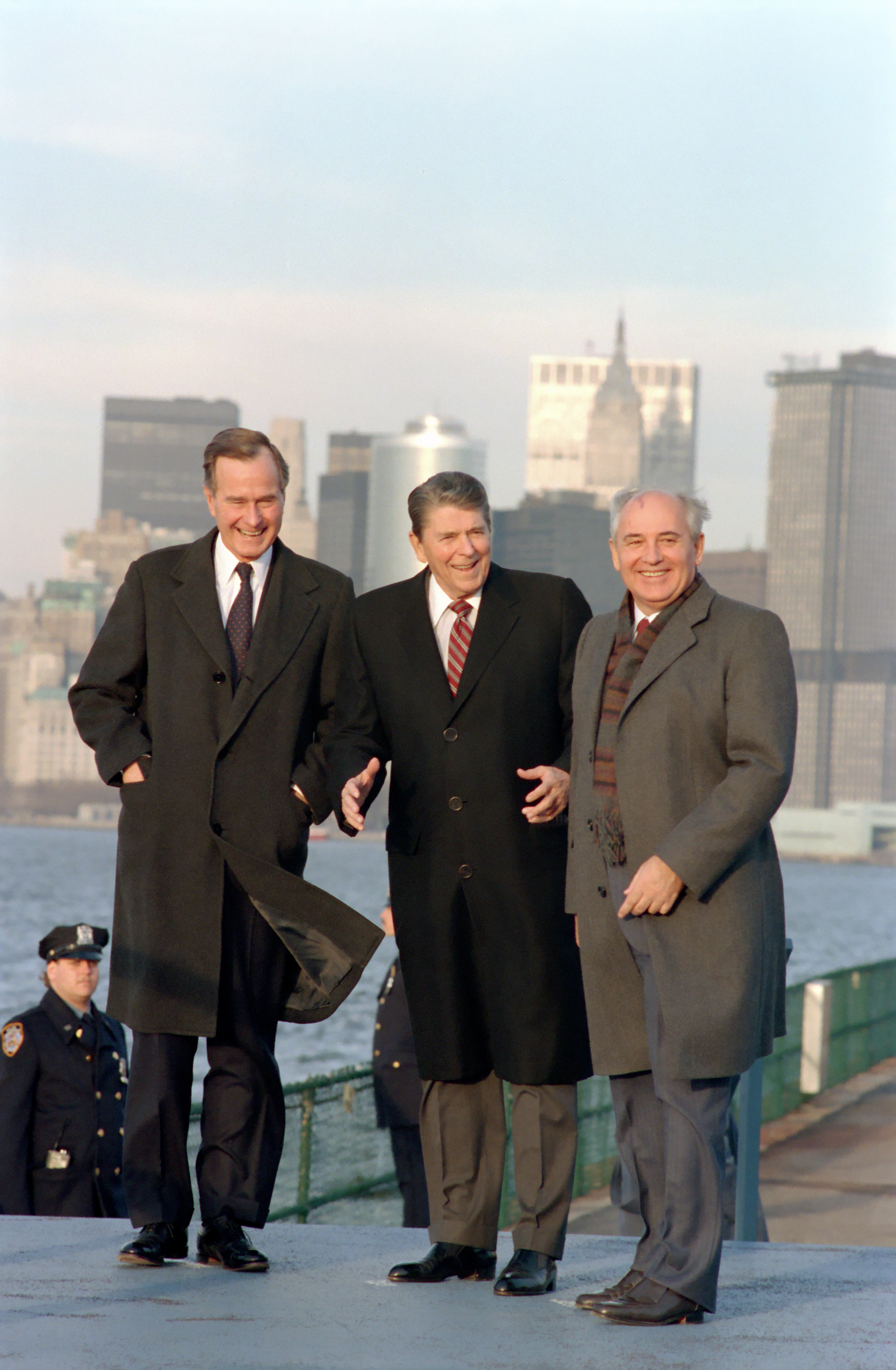
Tổng bí thư Trung ương Đảng Cộng sản Liên Xô Mikhail Gorbachev, Tổng thống Mỹ Ronald Reagan (giữa) và Phó Tổng thống Mỹ George H. W. Bush (trái) đi dạo quanh Đảo Thống đốc trong chuyến thăm Mỹ năm 1988 của Mikhail Gorbachev

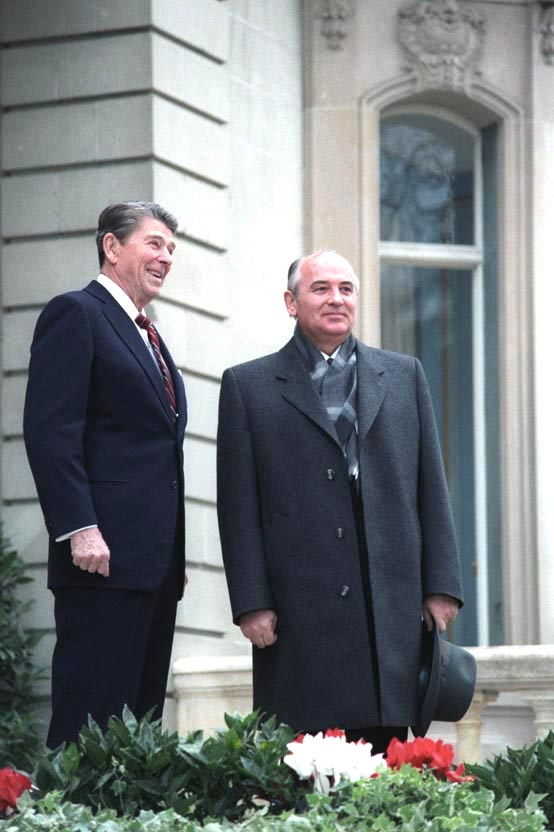
Mikhail Gorbachev và Ronald Reagan năm 1985

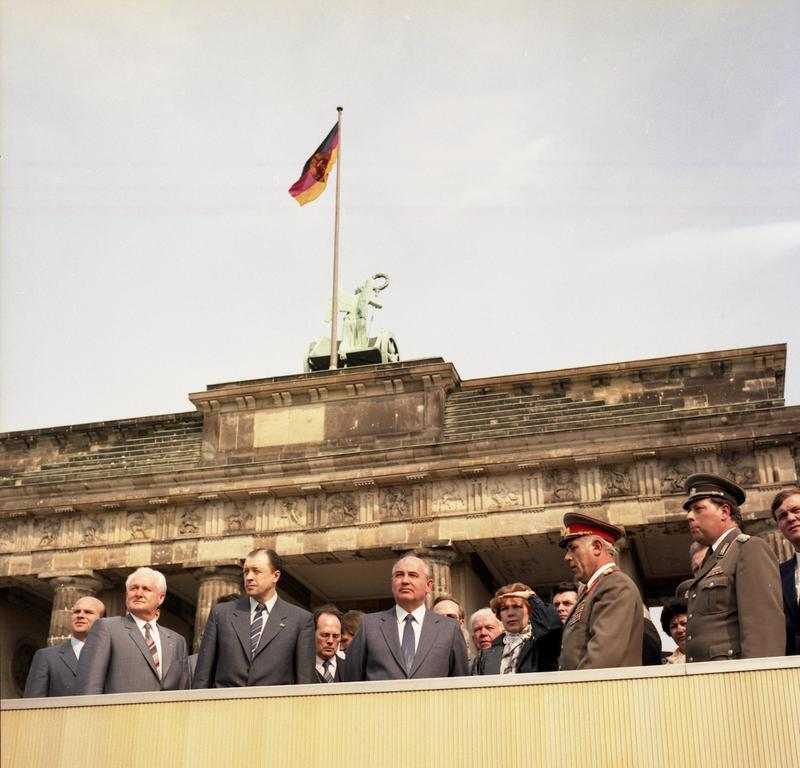
Mikhail Gorbachev tại Cổng Brandenburg ở Berlin năm 1986

Đồng thời, trong hai năm đầu cầm quyền của Gorbachev, chính sách đối ngoại Liên Xô vẫn khá cứng nhắc. Cuộc gặp đầu tiên của Gorbachev với Tổng thống Hoa Kỳ Ronald Reagan tại Geneva vào mùa thu năm 1985 kết thúc với một tuyên bố long trọng có chút mang tính ràng buộc về việc không thể chấp nhận chiến tranh hạt nhân. Ngày 15 tháng 1 năm 1986, "Tuyên bố Chính phủ Liên Xô" được xuất bản, trong đó có chương trình giải trừ hạt nhân vào năm 2000. Liên Xô kêu gọi các nước hàng đầu trên thế giới tham gia lệnh cấm thử hạt nhân mà Liên Xô đã thực hiện quan sát từ mùa hè năm 1985, và giảm dần các loại vũ khí hạt nhân.
Một số điều chỉnh đã được thực hiện đối với chính sách của Liên Xô ở Afghanistan, nơi Liên Xô thay thế quyền lãnh đạo đất nước vào tháng 5 năm 1986. Tổng bí thư Đảng Dân chủ Nhân dân Afghanistan mới, Mohammad Najibullah tuyên bố chính sách hòa giải dân tộc, thông qua hiến pháp mới, được Gorbachev chấp nhận. Theo đó Najibullah được bầu là Tổng thống Afghanistan năm 1987. Liên Xô tìm cách củng cố vị trí của ban lãnh đạo mới để bắt đầu việc rút quân của Liên Xô khỏi Afghanistan.
Vào tháng 10 năm 1986, các nhà lãnh đạo Liên Xô và Hoa Kỳ gặp nhau tại Reykjavik, đánh dấu sự khởi đầu một chính sách đối ngoại mới đối với Liên Xô: Liên Xô lần đầu tiên bày tỏ sự sẵn sàng nhượng bộ nghiêm túc đối với các đối thủ của mình. Mặc dù Gorbachev vẫn cố chấp về các điều khoản trong hiệp ước và cuộc họp cuối cùng không đi đến kết quả gì, nhưng các sáng kiến của Liên Xô đã gây được tiếng vang lớn trên trường quốc tế. Cuộc họp Reykjavik quyết định phần lớn các sự kiện tiếp theo.
Năm 1987, các nước thuộc Hiệp ước Warsaw đã xây dựng một học thuyết quân sự mới, thuần túy mang tính phòng thủ, cung cấp việc đơn phương cắt giảm vũ khí trang bị đến giới hạn "đủ hợp lý". Sự phản kháng đối với đường lối mới trong chính sách đối ngoại từ một số đại diện lãnh đạo quân đội đã bị ngăn chặn bởi một cuộc thanh trừng trong quân đội sau khi máy bay của một công dân Cộng hòa Liên bang Đức Mathias Rust hạ cánh không bị ngăn cản đã đáp xuống Quảng trường Đỏ vào ngày 28 tháng 5 năm 1987. Đại tướng Lục quân Dmitry Yazov trở thành Bộ trưởng Quốc phòng mới vào ngày 30 tháng 5 năm 1987, thay thế Sergey Sokolov.
Những ý tưởng cơ bản của chính sách đối ngoại mới được Gorbachev đưa ra trong cuốn sách "Perestroika và tư duy mới cho đất nước và thế giới của chúng ta", xuất bản năm 1987. Theo Gorbachev, tất cả những khác biệt về ý thức hệ và kinh tế giữa các hệ thống thế giới trong chủ nghĩa xã hội và chủ nghĩa tư bản nên gạt sang một bên trước nhu cầu bảo vệ các giá trị nhân văn bao trùm. Trong quá trình này, các nước đi đầu phải hy sinh lợi ích của mình để có lợi cho các nước nhỏ hơn, các mục tiêu chung là hòa bình và bền vững, bởi vì cần có thiện chí chung để tồn tại trong thời đại hạt nhân.
Ngoài bản thân Gorbachev và Bộ trưởng Bộ Ngoại giao Eduard Shevardnadze, Alexander Yakovlev đã đóng một vai trò lớn trong việc phát triển và thực hiện khái niệm "tư duy mới", từ tháng 9 năm 1988 là Chủ tịch Ủy ban Chính sách Quốc tế Trung ương Đảng Cộng sản Liên Xô, đã đóng một vai trò quan trọng trong việc phát triển và thực hiện khái niệm "tư duy mới".
Từ năm 1987, cường độ đối đầu giữa Hoa Kỳ và Liên Xô bắt đầu giảm mạnh, và trong 2-3 năm tiếp theo, sự đối đầu hoàn toàn biến mất. Tuy nhiên, sự suy yếu trong cuộc đối đầu đã đạt được phần lớn là do sự nhượng bộ từ giới lãnh đạo Liên Xô. Mikhail Gorbachev và quan chức Liên Xô đã có những nhượng bộ đáng kể trong khi ký kết Hiệp ước Lực lượng hạt nhân tầm trung (ký ngày 8 tháng 12 năm 1987 tại cuộc họp giữa Ronald Reagan và Mikhail Gorbachev ở Washington). Quân đội Liên Xô rút khỏi Afghanistan vào tháng 2 năm 1989 Chiến tranh Lạnh kết thúc.

### 1989-1991

#### Đối nội
Năm 1989, cuộc bầu cử Đại biểu Nhân dân Liên Xô được tổ chức - cuộc bầu cử đầu tiên của cơ quan quyền lực tối cao Liên Xô, trong đó cử tri được lựa chọn giữa một số ứng cử viên. Việc thảo luận về các chương trình bầu cử (bao gồm cả các cuộc tranh luận trên TV) là một bước đột phá thực sự đối với tự do ngôn luận và đấu tranh chính trị thực sự. Vào thời điểm này, một nhóm tranh cử quyền lãnh đạo chính trị, cái gọi là "ủng hộ perestroika", đang hình thành. Họ chủ trương giải tán Đảng Cộng sản Liên Xô độc quyền về quyền lực, kinh tế thị trường, và mở rộng nền độc lập của các nước cộng hòa. Trong số đó nổi tiếng nhất là Gavriil Popov, Yury Afanasyev, Anatoly Sobchak, Galina Starovoitova, Ilya Zaslavskiy, và Yuri Chernichenko.
Đại hội Đại biểu Nhân dân Liên Xô lần thứ nhất khai mạc ngày 25 tháng 5 năm 1989. Ngay ngày đầu tiên, Đại hội đã bầu Gorbachev làm Chủ tịch Xô viết Tối cao Liên Xô. Hầu hết tất cả các phiên họp của Đại hội đều được truyền hình trực tiếp trên truyền hình và nhiều công dân Liên Xô đã theo dõi chúng rất sát sao.
Vào ngày cuối cùng của Đại hội, thuộc một nhóm thiểu số tương đối, các đại biểu có tư tưởng cấp tiến đã thành lập Nhóm Đại biểu Nhân dân Liên bang (các đồng chủ tịch của nhóm: Andrey Sakharov, Boris Yeltsin, Yury Afanasyev, Gavriil Popov, Viktor Palm). Họ ủng hộ việc tăng tốc hơn nữa các chuyển đổi chính trị và kinh tế ở Liên Xô, thậm chí cải cách triệt để hơn xã hội Liên Xô, và trong mối quan hệ với các đối thủ của họ - những đại biểu đã bỏ phiếu theo đường lối của Trung ương Đảng Cộng sản Liên Xô, đã sử dụng cụm từ ổn định "đa số ngoan ngoãn-hiếu chiến".
Vào mùa hè năm 1989, cuộc đình công quan trọng đầu tiên của thợ mỏ ở Liên Xô bắt đầu tại thành phố Mezhdurechensk.
Ngày 12-24 tháng 12 năm 1989, Đại hội Đại biểu Nhân dân Liên Xô lần thứ II được tổ chức. Tại đó, phe thiểu số cực đoan, do Boris Yeltsin lãnh đạo sau cái chết của Sakharov, đã yêu cầu bãi bỏ Điều 6 của Hiến pháp Liên Xô (trong đó tuyên bố rằng "Đảng Cộng sản Liên Xô là lực lượng hướng dẫn và chỉ đạo" trong nhà nước). Đổi lại, đa số bảo thủ chỉ ra các quá trình gây mất ổn định, tan rã ở Liên Xô và do đó, yêu cầu tăng cường quyền lực trung ương (nhóm Soyuz).
Vào tháng 2 năm 1990, các cuộc mít tinh lớn đã được tổ chức tại Moskva, yêu cầu bãi bỏ Điều 6 trong Hiến pháp Liên Xô. Trong những hoàn cảnh như vậy, Gorbachev, trong khoảng thời gian giữa Đại hội Đại biểu Nhân dân Liên Xô lần thứ 2 và thứ 3, đã đồng ý hủy bỏ Điều 6 của Hiến pháp, đồng thời đưa ra vấn đề cần có thêm quyền hạn cho quyền hành pháp.
Vào ngày 14 tháng 3 năm 1990, Đại hội Đại biểu Nhân dân Liên XÔ lần thứ III đã bãi bỏ Điều 6, thông qua các sửa đổi đối với Hiến pháp Liên Xô, cho phép chế độ đa đảng, giới thiệu thể chế Tổng thống ở Liên Xô và bầu Mikhail Gorbachev làm Tổng thống Liên Xô (ngoại lệ, Tổng thống đầu tiên của Liên Xô được bầu bởi Đại hội Đại biểu Nhân dân, không phải bởi nhân dân Liên Xô).
Vào tháng 3 năm 1990, các cuộc bầu cử được tổ chức cho các Đại biểu Nhân dân của các nước cộng hòa Liên bang (các cuộc bầu cử Xô viết tối cao của các nước cộng hòa vùng Baltic đã được tổ chức trước đó, vào tháng 2 năm 1990) và các Đại biểu Nhân dân Xô viết địa phương.
Trong Nga Xô, không giống như các nước cộng hòa khác, được tạo ra một hệ thống hai cấp gồm các cơ quan lập pháp, tương tự như hệ thống tồn tại ở cấp Liên bang: các đại biểu nhân dân tại Đại hội đã bầu ra Xô viết Tối cao là cơ quan thường trực (với các nước Cộng hòa khác, cơ quan lập pháp tối cao chỉ là Xô viết Tối cao). Trong các cuộc bầu cử Đại biểu Nhân dân Nga Xô đã đạt được thành công đáng kể bởi những người ủng hộ các cải cách cấp tiến, đoàn kết trong khối "Nước Nga Dân chủ". Số lượng đại biểu, những người tại Đại hội Đại biểu Nhân dân Nga Xô trong các năm 1990-91 đã bỏ phiếu cho những cải cách triệt để trong không ít hơn 2/3 trường hợp, lên tới 44% (trong một số cuộc bỏ phiếu quan trọng - hơn một nửa), và tỷ lệ những người cộng sản bảo thủ là 39-40%.
Vào ngày 16 tháng 5 năm 1990, Đại hội Đại biểu Nhân dân lần thứ I Nga Xô khai mạc. Ngày 29 tháng 5, sau ba lần bỏ phiếu, Đại hội đã bầu Boris Yeltsin làm Chủ tịch Xô viết Tối cao Nga Xô (Boris Yeltsin được 535 phiếu, Aleksandr Vlasov- 467 phiếu).
Vào ngày 12 tháng 6 năm 1990, với 907 phiếu "Thuận", chỉ với 13 phiếu "Chống", Đại hội Đại biểu Nhân dân lần thứ nhất Nga Xô đã thông qua "Tuyên bố về chủ quyền nhà nước Nga Xô". Tuyên bố rằng "để đảm bảo các bảo đảm chính trị, kinh tế và pháp lý về chủ quyền Nga Xô, những điều sau đây được thiết lập: Nga Xô sẽ có toàn quyền giải quyết tất cả các vấn đề nhà nước và đời sống xã hội, ngoại trừ những vấn đề mà Nga Xô tự nguyện chuyển giao cho cơ quan tài phán của Liên Xô; Hiến pháp Nga Xô và Luật Nga Xô sẽ là tối cao trong lãnh thổ Nga Xô; Các hành động Liên Xô xung đột với các quyền chủ quyền của Nga Xô sẽ bị Cộng hòa đình chỉ trên lãnh thổ Nga Xô". Đây là sự khởi đầu của "cuộc chiến pháp luật" giữa Nga Xô và Trung ương Liên bang.
Vào ngày 12 tháng 6 năm 1990, Luật Liên Xô về báo chí và các phương tiện thông tin đại chúng khác được thông qua. Nó cấm kiểm duyệt và đảm bảo quyền tự do cho các phương tiện truyền thông.
Quá trình "chủ quyền Nga" dẫn đến việc thông qua "Nghị định về chủ quyền kinh tế Nga" vào ngày 1 tháng 11 năm 1990.
Với việc thông qua Luật Liên Xô ngày 09/10/1990 số 1708-1 "Về các Tổ chức xã hội", có thể chính thức đăng ký các đảng phái chính trị, trong số đó đầu tiên là Đảng Dân chủ Nga, Đảng Dân chủ Xã hội Nga và Đảng Tự do Nhân dân, được đăng ký bởi Bộ Tư pháp Nga Xô vào ngày 14 tháng 3 năm 1991. Trong thời gian đang được xem xét, sự thành lập các đảng phái khác nhau đã diễn ra. Hầu hết các đảng đều hoạt động trên lãnh thổ một nước cộng hòa liên bang, điều này đã củng cố chủ nghĩa ly khai các nước cộng hòa liên bang, bao gồm cả Nga Xô. Hầu hết các đảng mới thành lập đều đối lập với Đảng Cộng sản Liên Xô.
Đảng Cộng sản Liên Xô đã trải qua một cuộc khủng hoảng nghiêm trọng trong giai đoạn này. Nó có những đường hướng chính trị khác nhau. Đại hội lần thứ XXVIII Đảng Cộng sản Liên Xô (tháng 7 năm 1990) dẫn đến sự rút lui khỏi đảng của những thành viên cấp tiến nhất, do Boris Yeltsin lãnh đạo. Số lượng đảng viên vào năm 1990 giảm từ 20 xuống còn 15 triệu người, do Đảng Cộng sản các nước cộng hòa Baltic tuyên bố độc lập.
Đại hội Đại biểu Nhân dân Liên Xô lần thứ IV, được tổ chức vào tháng 12 năm 1990, đã công bố một cuộc trưng cầu dân ý về việc bảo tồn Liên bang Xô viết là "một liên bang đổi mới của các nước cộng hòa có chủ quyền bình đẳng". Để đạt được mục đích này, luật về bỏ phiếu quốc gia (trưng cầu dân ý) Liên Xô đã được thông qua. Đại hội đã thông qua các sửa đổi hiến pháp trao cho Gorbachev quyền bổ sung. Thực tế đã có sự điều phối lại Chủ tịch Hội đồng Bộ trưởng, nay được đổi thành Nội các Bộ trưởng, Valentin Pavlov trở thành Thủ tướng. Chức vụ Phó Tổng thống được thành lập, Đại hội bầu Gennady Yanayev làm Phó Tổng thống. Boris Karlovich Pugo trở thành Bộ trưởng Bộ Nội vụ thay thế Vadim Bakatin, Eduard Shevardnadze được Aleksandr Bessmertnykh thay thế làm Bộ trưởng Bộ Ngoại giao.
Vào tháng 3 năm 1991, một cuộc trưng cầu dân ý đã được tổ chức, trong đó hơn 76% những người đã tham gia cuộc trưng cầu (bao gồm hơn 70% Nga và Ukraina Xô) đã bỏ phiếu cho việc "bảo tồn Liên Xô như một liên bang mới của các nước cộng hòa có chủ quyền bình đẳng".
Tại sáu nước cộng hòa liên bang (Litva, Estonia, Latvia, Gruzia, Moldova, Armenia), trước đây đã tuyên bố độc lập hoặc chuyển sang độc lập, một cuộc trưng cầu dân ý tất cả các liên bang đã không thực sự được tổ chức (chính quyền các nước cộng hòa này chưa thành lập Ủy ban Bầu cử Trung ương, không có cuộc bỏ phiếu chung của toàn dân) ngoại trừ một số vùng lãnh thổ (Abkhazia, Nam Ossetia, Transnistria), nhưng vào những thời điểm khác, các cuộc trưng cầu dân ý về độc lập đã được tổ chức.
Trên cơ sở của khái niệm trưng cầu dân ý, có tính đến kết quả của nó, nó được cho là đã kết thúc quá trình đàm phán để thành lập một liên bang mới - Liên bang các quốc gia có chủ quyền (USSG) với tư cách là một liên bang mềm vào ngày 20 tháng 8 năm 1991.
Đáp lại, một số nhân vật nhà nước và đảng đã cố gắng chiếm đoạt quyền lực, còn được gọi là "cuộc đảo chính tháng Tám". Ngày 19 tháng 8 năm 1991, một nhóm chính trị gia Liên Xô tuyên bố thành lập Ủy ban Nhà nước về Tình trạng Khẩn cấp (GKChP). Họ yêu cầu tổng thống, người đang đi nghỉ ở Crimea, ban hành tình trạng khẩn cấp trong nước hoặc tạm thời chuyển giao quyền lực cho Phó Tổng thống Gennady Yanayev. Chính quyền hai nước cộng hòa thuộc Liên bang - Azerbaijan Xô và Byelorussia Xô- ủng hộ GKChP, chính quyền các nước cộng hòa khác - Nga Xô, Ukraine Xô, Kazakh Xô, Kyrgyz Xô, Moldavia Xô, Armenia Xô, Latvia Xô, Litva Xô, Estonia Xô - bác bỏ các hành động của GKChP (chính quyền Gruzia Xô bất ngờ có quan điểm trung lập).
Sau khi tuyên bố thành lập GKChP và cô lập Gorbachev ở Crimea, Yeltsin đã lãnh đạo phe đối lập chống GKChP và biến tòa nhà Duma Nga thành trung tâm kháng chiến. Ngay trong ngày đầu tiên của cuộc đảo chính, Yeltsin, phát biểu từ một chiếc xe tăng trước Nhà Trắng, gọi các hành động của GKChP là một cuộc đảo chính, sau đó ban hành một loạt sắc lệnh không công nhận các hành động của GKChP. Vào ngày 23 tháng 8, Yeltsin ký sắc lệnh đình chỉ các hoạt động của Đảng Cộng sản Nga Xô, và vào ngày 6 tháng 11, một sắc lệnh chấm dứt hoạt động của Đảng Cộng sản Liên Xô. Vào ngày 24 tháng 8, Mikhail Gorbachev từ chức Tổng bí thư Ban Chấp hành Trung ương Đảng Cộng sản Liên Xô và giải thể Ban Chấp hành Trung ương Đảng Cộng sản Liên Xô và chính phủ Liên Xô.
Sự thất bại và tự giải thể của GKChP thực sự dẫn đến sự sụp đổ chính phủ trung ương Liên Xô, trung ương quyền lực do Tổng thống Gorbachev đại diện bắt đầu nhanh chóng mất quyền lực, có sự điều phối lại các cơ cấu quyền lực vào tay các nhà lãnh đạo cộng hòa và gia tăng sự sụp đổ của Liên bang. Trong vòng một tháng sau cuộc đảo chính, chính quyền hầu hết các nước cộng hòa thuộc Liên Xô lần lượt tuyên bố độc lập. Một số quốc gia trong số đó đã tổ chức các cuộc trưng cầu dân ý về tính độc lập để hợp pháp hóa các quyết định này.
Ngày 2-5 tháng 9 năm 1991, Đại hội Đại biểu Nhân dân Liên Xô (bất thường) lần thứ V được tổ chức. Theo các tài liệu được thông qua tại Đại hội, Hiến pháp Liên Xô đã bị đình chỉ. Đại hội quyết định giải tán Đại hội đại biểu nhân dân Liên Xô và Xô viết tối cao Liên Xô. Bản thân Xô Viết Tối cao Liên Xô đã được tổ chức lại, và thay vì là cơ quan lập pháp cao nhất, nó trở thành một cơ quan tư vấn vô định hình với thành phần và chức năng không rõ ràng. Thay vì chính phủ Liên Xô, một cơ quan lâm thời được thành lập, Ủy ban Kinh tế Liên Cộng hòa, trong đó các nước cộng hòa được đại diện trên cơ sở bình đẳng.
Ngay lập tức, vào tháng 9 năm 1991, các nước phương Tây ồ ạt công nhận nền độc lập của các nước cộng hòa vùng Baltic (mà họ đã tuyên bố độc lập vào đầu năm 1990).
Ngày 2 tháng 10 năm 1991, tại sân bay Yubileyniy (Baikonur), một cuộc họp các nhà lãnh đạo của 12 nước cộng hòa thuộc Liên Xô (các nhà lãnh đạo Latvia, Litva và Estonia không có mặt) đã được tổ chức.
Vào ngày 18 tháng 10 năm 1991, Hiệp ước về Cộng đồng Kinh tế được ký kết tại Điện Kremlin, phần mở đầu Hiệp ước bắt đầu bằng dòng chữ: "Các quốc gia độc lập và đang là chủ thể của Liên bang Cộng hòa xã hội chủ nghĩa Xô viết, bất kể tình trạng hiện tại của họ như thế nào...", có nghĩa là thực tế công nhận nền độc lập cho các nước cộng hòa trước đó đã tuyên bố ly khai khỏi Liên bang. Hiệp ước được ký kết bởi các nhà lãnh đạo của tám nước cộng hòa, bao gồm cả những nước đã tuyên bố ly khai khỏi Liên Xô (Belarus Xô, SSR Kazakhstan Xô, Nga Xô, Turkmen Xô, Armenia Xô, Kyrgyzstan Xô, Tajikistan Xô và Uzbekistan Xô), cũng như bởi Mikhail Gorbachev là Tổng thống Liên Xô. Các bên tham gia hiệp ước công nhận quyền tự do rời khỏi cộng đồng, tài sản tư nhân, doanh nghiệp tự do và cạnh tranh. Hiệp ước cho phép giới thiệu tiền tệ quốc gia và phân chia kho dự trữ vàng của Liên Xô, kim cương và quỹ ngoại hối.
Ngày 22 tháng 10 năm 1991, Hội đồng Nhà nước Liên Xô ra sắc lệnh về việc bãi bỏ KGB Liên Xô. Trên cơ sở đó, nó được lệnh thành lập Cục Tình báo Trung ương Liên Xô (tình báo đối ngoại, trên cơ sở Tổng cục I), Cơ quan An ninh Liên Cộng hòa (an ninh nội bộ) và Ủy ban Bảo vệ Biên giới Nhà nước. KGB các nước cộng hòa thuộc Liên bang được chuyển giao "cho cơ quan tài phán độc lập của các quốc gia có chủ quyền". Cuối cùng, ngành an ninh toàn liên bang đã bị bãi bỏ vào ngày 3 tháng 12 năm 1991.
Vào ngày 6 tháng 11 năm 1991, Tổng thống Nga Boris Yeltsin đã ký sắc lệnh giải thể Đảng Cộng sản Liên Xô và tổ chức cộng hòa của nó, Đảng Cộng sản Nga Xô, khỏi lãnh thổ Nga Xô (một năm sau đó là Tòa án Hiến pháp Liên bang Nga đã tuyên bố hiến pháp cấm các cơ cấu quản lý Đảng Cộng sản Liên Xô và Liên bang Xô viết, nhưng không đối với các tổ chức chính trên lãnh thổ của Đảng "trong trường hợp các tổ chức đó vẫn giữ nguyên tính chất công khai và không thay thế các cơ cấu nhà nước" và nếu cơ cấu tổ chức được thực hiện phù hợp với các yêu cầu của luật pháp Nga). Cùng ngày, các thủ tướng Moldova và Ukraine, Valeriu Muravschi và Vitold Fokin đã ký Hiệp ước Cộng đồng Kinh tế tại Moskva.
Ngày 14 tháng 11 năm 1991, Hội đồng Nhà nước thông qua nghị quyết giải tán tất cả các bộ và các cơ quan trung ương quản lý nhà nước Liên Xô kể từ ngày 1 tháng 12 năm 1991.
Vào ngày 14 tháng 11 năm 1991, bảy trong số mười hai nước cộng hòa (Belarus, Kazakhstan, Kyrgyzstan, Nga, Tajikistan, Turkmenistan và Uzbekistan) quyết định ký kết hiệp ước thành lập Liên minh các Quốc gia có chủ quyền (USS) như một liên minh, với Minsk là thủ đô của liên minh. Việc ký kết được lên kế hoạch vào ngày 9 tháng 12 năm 1991.
Ngày 15 tháng 11 năm 1991 Bộ Kinh tế và Tài chính Nga Xô đã phân công lại tất cả các cơ cấu, bộ phận và tổ chức của Bộ Tài chính Liên Xô cũ. Đồng thời, việc tài trợ cho các bộ và ban ngành Liên Xô, ngoại trừ những bộ đã được trao một số chức năng quản lý của Liên bang Nga, đã bị dừng lại.
Vào ngày 27 tháng 11 năm 1991, sắc lệnh tổng thống về việc tổ chức lại các cơ quan chính phủ trung ương Nga Xô được công bố, theo đó hơn 70 bộ và ban ngành liên hiệp đã được chuyển giao cho quyền tài phán của Nga.
Cuộc trưng cầu dân ý ở Ukraine, được tổ chức vào ngày 1 tháng 12 năm 1991, nơi những người ủng hộ độc lập giành được ngay cả ở một khu vực truyền thống thân Nga như Crimea, đã khiến (theo một số chính trị gia, bao gồm cả Boris Yeltsin), bảo tồn Liên Xô dưới mọi hình thức chắc chắn là không thể.
Vào ngày 8 tháng 12 năm 1991, người đứng đầu ba trong số bốn nước cộng hòa sáng lập Liên Xô, gồm Belarus, Nga và Ukraine, tập trung tại Belovezhskaya Pushcha (làng Viskuly, Belarus), tuyên bố rằng Liên Xô không còn tồn tại, tuyên bố việc hình thành Liên bang các quốc gia có chủ quyền là không thể và ký một thỏa thuận về việc hình thành Cộng đồng các Quốc gia Độc lập (SNG). Việc ký kết các thỏa thuận đã gây ra phản ứng tiêu cực từ Gorbachev, nhưng sau cuộc đàm phán tháng 8, ông đã không còn quyền lực thực sự nào nữa. Theo Boris Yeltsin, Hiệp định Belovezhskoye không giải thể Liên Xô, mà chỉ thừa nhận sự tan rã thực sự của nó vào thời điểm đó.
Vào ngày 12 tháng 12 năm 1991, Xô Viết Tối cao Nga Xô đã phê chuẩn Hiệp định Belovezhskaya. Đại hội Nga đã phê chuẩn văn kiện với đa số phiếu: "ủng hộ" - 188 phiếu, "chống" - 6 phiếu, "trắng" - 7. Đồng thời, Xô Viết Tối cao Nga Xô đã bác bỏ Hiệp ước về sự hình thành Liên Xô vào ngày 30 tháng 12 năm 1922, và thông qua một sắc lệnh triệu hồi các đại biểu Nga từ Xô viết tối cao Liên Xô.
Ngày 19 tháng 12 năm 1991 theo Nghị định Tổng thống Nga Xô, Ủy ban Kinh tế Liên Cộng hòa Liên Xô trên lãnh thổ của Nga đã bị chấm dứt. Bộ máy, các phòng ban và các cơ cấu khác của Ủy ban Kinh tế Liên Cộng hòa trên lãnh thổ Nga Xô đã được chuyển giao cho thẩm quyền của chính phủ Nga Xô. Tổng thống Nga Xô Boris Yeltsin đã ký các sắc lệnh Chính phủ Nga về việc chấm dứt hoạt động của Cơ quan An ninh Liên bang và Bộ Nội vụ Liên Xô trên lãnh thổ Liên bang Nga.
Ngày 19 tháng 12, Tổng thống Yeltsin quyết định chấm dứt hoạt động Bộ Ngoại giao Liên Xô; ngày hôm sau, Ngân hàng Nhà nước Liên Xô bị bãi bỏ, nay là Ngân hàng Trung ương Nga.
Vào ngày 21 tháng 12 năm 1991, thỏa thuận Belovezhskiy về việc thành lập SNG được Armenia, Azerbaijan, Kazakhstan, Kyrgyzstan, Moldova, Tajikistan, Turkmenistan và Uzbekistan tham gia. Các nước cộng hòa này cùng với Belarus, Nga và Ukraine đã ký tại Alma-Ata tuyên bố về các mục tiêu và nguyên tắc của SNG và nghị định thư về thỏa thuận thành lập SNG (các nước cộng hòa Baltic và Gruzia cũng không tham gia vào SNG). Những người đứng đầu mười một nước cộng hòa liên bang cũ đã tuyên bố chấm dứt Liên bang Cộng hòa xã hội chủ nghĩa Xô viết. Các nhà lãnh đạo các nước cộng hòa thành lập SNG đã thông báo cho Gorbachev về việc chấm dứt thể chế Tổng thống Liên Xô và bày tỏ lòng biết ơn đối với Gorbachev "vì những đóng góp tích cực của ông".
Vào ngày 25 tháng 12 năm 1991, Tổng thống Mikhail Gorbachev từ chức và sự thay đổi mang tính biểu tượng quốc kỳ Liên Xô sang cờ tam tài của Nga xảy ra tại Điện Kremlin. Vào ngày 26 tháng 12 năm 1991, Xô Viết Tối cao Liên Xô thông qua tuyên bố về việc xóa bỏ Liên Xô và tự giải thể.

#### Kinh tế
Năm 1987, Liên Xô thực hiện một cuộc cải cách kinh tế, giáng một đòn quyết định vào nền kinh tế kế hoạch. Nói chung, cải cách bao gồm: mở rộng tính độc lập các doanh nghiệp theo nguyên tắc tự trang trải và tự hoạt động; từng bước phục hồi khu vực kinh tế tư nhân (ở giai đoạn đầu - thông qua hoạt động của các hợp tác xã trong lĩnh vực dịch vụ và sản xuất hàng tiêu dùng); từ bỏ độc quyền ngoại thương; hội nhập sâu hơn vào thị trường thế giới; giảm số lượng bộ, ban ngành; công nhận sự bình đẳng ở nông thôn đối với năm hình thức quản lý chính (cùng với các nông trường quốc doanh và  nông trường quốc doanh liên hợp nông nghiệp, hợp tác xã cho thuê và trang trại, v.v.); đóng cửa các doanh nghiệp làm ăn thua lỗ; sự thành lập các ngân hàng thương mại.
Văn kiện quan trọng cuộc cải cách sau đó là "Luật Doanh nghiệp Nhà nước", quy định mở rộng đáng kể quyền các doanh nghiệp. Đặc biệt, họ được phép tiến hành các hoạt động kinh tế độc lập sau khi thực hiện mệnh lệnh bắt buộc của nhà nước.
Luật hợp tác năm 1989 đánh dấu sự khởi đầu của việc hợp pháp hóa các xưởng ngầm và tư nhân hóa tài sản nhà nước.
Đến năm 1989, rõ ràng là nỗ lực cải cách nền kinh tế trong hệ thống xã hội chủ nghĩa đã thất bại. Việc đưa một số yếu tố thị trường vào nền kinh tế kế hoạch hóa nhà nước (hoạch toán chi phí doanh nghiệp nhà nước, doanh nghiệp tư nhân nhỏ) không mang lại kết quả khả quan. Liên Xô ngày càng lún sâu vào vực thẳm của tình trạng thiếu hàng hóa triền miên và khủng hoảng kinh tế toàn diện. Vào mùa thu năm 1989, lần đầu tiên kể từ sau Chiến tranh Vệ quốc vĩ đại, phiếu giảm giá đường được giới thiệu tại Moskva. Tỷ lệ sản phẩm bị lỗi tăng lên đáng kể, các tai nạn và thảm họa công nghiệp trở nên thường xuyên hơn. Ngân sách nhà nước năm 1989 bị thâm hụt lần đầu tiên trong một thời gian dài.
Về vấn đề này, giới lãnh đạo Liên Xô bắt đầu xem xét nghiêm túc khả năng chuyển đổi sang nền kinh tế thị trường chính thức, vốn gần đây đã bị bác bỏ vô điều kiện vì trái với các nguyên tắc cơ bản xã hội chủ nghĩa. Sau Đại hội Đại biểu Nhân dân lần thứ nhất, Chính phủ Liên Xô mới do Nikolay Ryzhkov được thành lập. Bao gồm 8 viện sĩ và thành viên tương ứng trong Viện Hàn lâm Khoa học Liên Xô, khoảng 20 tiến sĩ và phó giáo sư khoa học. Chính phủ mới ban đầu tập trung vào việc thực hiện các cải cách kinh tế triệt để và các phương pháp quản lý khác nhau. Liên quan đến điều này, cơ cấu Chính phủ đã thay đổi đáng kể và số lượng các bộ ngành đã giảm đáng kể: từ 52 xuống 32, tức là gần 40%.
Vào tháng 5 năm 1990, Nikolay Ryzhkov đã báo cáo về chương trình kinh tế của Chính phủ tại cuộc họp Xô viết Tối cao Liên Xô. Ryzhkov đã vạch ra khái niệm do "ủy ban Abalkin" phát triển về quá trình chuyển đổi sang nền kinh tế thị trường có điều tiết. Thiết lập một cuộc cải cách giá cả. Bài phát biểu này đã dẫn đến tình trạng khẩn cấp trong thương mại ở Moskva: trong khi Ryzhkov đang phát biểu tại Điện Kremlin, mọi thứ trong thành phố đã được bán hết: nguồn cung một tháng dầu thực vật và bơ, bột bánh kếp trong ba tháng, ngũ cốc bán được gấp 7-8 lần thông thường, thay vì 100 tấn muối bán được 200 tấn.
Đã có một làn sóng biểu tình trên khắp Liên Xô đòi không được tăng giá. Mikhail Gorbachev, người đã nhiều lần hứa rằng giá cả ở Liên Xô sẽ vẫn ở mức cũ, đã tách mình ra khỏi chương trình của chính phủ. Xô Viết Tối cao Liên Xô đã hoãn việc thực hiện cải cách, đề nghị rằng chính phủ phải điều chỉnh lại khái niệm của mình.
Vào tháng 6 năm 1990, Xô viết Tối cao Liên Xô đã thông qua nghị quyết "Về khái niệm chuyển đổi sang nền kinh tế thị trường" và vào tháng 10 năm 1990, chính phủ đã thông qua "Hướng dẫn cơ bản để ổn định nền kinh tế quốc dân và chuyển đổi sang nền kinh tế thị trường". Các tài liệu được cung cấp để dần dần phi độc quyền hóa, phân quyền và phi quốc gia hóa tài sản, thành lập các công ty cổ phần và ngân hàng, phát triển tinh thần kinh doanh tư nhân. Tháng 12 năm 1990, chính phủ Nikolay Ryzhkov bị bãi nhiệm. Hội đồng Bộ trưởng Liên Xô được chuyển thành Nội các Bộ trưởng Liên Xô, đứng đầu là Thủ tướng Valentin Pavlov.
Nhưng các hoạt động Nội các Bộ trưởng năm 1991 đã giảm xuống mức giá tăng gấp hai lần kể từ ngày 2 tháng 4 năm 1991 (mặc dù vậy, vẫn được quy định), cũng như việc đổi tiền giấy 50 và 100 rúp lấy tiền giấy mới (cải cách tiền tệ Pavlov). Việc trao đổi chỉ được thực hiện trong 3 ngày, vào ngày 23-25 tháng 1 năm 1991, với những hạn chế nghiêm trọng. Nguyên nhân là do các nhà kinh doanh mờ ám được cho là đã tích lũy một lượng lớn tiền giấy lớn.
Nền kinh tế Liên Xô năm 1991 lâm vào khủng hoảng sâu sắc, thể hiện ở chỗ sản xuất giảm 11%, thâm hụt ngân sách 20-30%, nợ nước ngoài khổng lồ 103,9 tỷ đô la. Không chỉ thức ăn, mà cả xà phòng và diêm cũng được phân phát bằng thẻ suất ăn, và thẻ thường không được tích trữ. Ở Moskva đã xuất hiện "thẻ Muscovite", họ chỉ đơn giản là không bán bất cứ thứ gì cho những người không phải là cư dân trong các cửa hàng. Hệ thống cộng hòa và khu vực, "tiền" cộng hòa và địa phương xuất hiện.
| Các chỉ số Liên Xô                            | năm 1985 | năm 1991 |
| --------------------------------------------- | -------- | -------- |
| Dự trữ vàng, tấn                              | 2500     | 240      |
| Tỷ giá hối đoái đồng rúp so với đô la Mỹ      | 0,64 rúp | 90 rúp   |
| Tốc độ tăng trưởng chính thức kinh tế Liên Xô | +2,3 %   | -11 %    |
| Nợ nước ngoài, tỷ đô la Mỹ                    | 25       | 103,9    |

#### Chủ nghĩa dân tộc và chủ nghĩa ly khai

##### Azerbaijan và Armenia
Vào ngày 27 tháng 5 năm 1990, một cuộc đụng độ vũ trang giữa các "đơn vị tự vệ" Armenia và quân nội vụ đã diễn ra, kết quả là hai binh sĩ và 14 dân quân đã thiệt mạng.

#### Đối ngoại
Chính quyền Xô Viết đã không ngăn cản được sự sụp đổ các chế độ Cộng sản ở Trung và Đông Âu vào nửa cuối năm 1989; đặc biệt, họ đã không ngăn cản việc thống nhất nước Đức. Các đề xuất cũ về việc giải thể đồng thời Hiệp ước Warsaw và NATO đã bị lãng quên; Sau các cuộc đàm phán ngắn, Gorbachev và Eduard Shevardnadze đồng ý đưa toàn bộ nước Đức thống nhất vào NATO.
Ngày 21 tháng 11 năm 1990 tại Paris, "Hiến chương cho một châu Âu mới" đã được ký kết, tuyên bố kết thúc ảo cuộc đối đầu kéo dài nửa thế kỷ giữa hai hệ thống và bắt đầu một kỷ nguyên mới dân chủ, hòa bình và thống nhất. Vào mùa xuân năm 1991, Hiệp ước Warsaw và Hội đồng Tương trợ Kinh tế bị giải thể. Quân đội Liên Xô được rút khỏi Ba Lan, Tiệp Khắc và Hungary, và việc rút quân khỏi Đức bắt đầu.

## Sự kiện và hậu quả

### Những thay đổi trong Đảng Cộng sản Liên Xô
- Tiếp tục phục hồi các nạn nhân của chủ nghĩa Stalin.
- Ngày 14 tháng 3 năm 1990: luật "Về việc thành lập chức vụ Tổng thống Liên Xô và đưa ra các sửa đổi và bổ sung đối với Hiến pháp của Liên Xô" - sự mất độc quyền về quyền lực chính trị của Đảng Cộng sản Liên Xô.
- Ngày 6 tháng 11 năm 1991: Bị cấm ở Nga.

### Các quyền tự do dân chủ
- Một phần tự do ngôn luận, glasnost, bãi bỏ kiểm duyệt, loại bỏ các kho lưu trữ đặc biệt.
- Đa nguyên ý kiến.
- Đa nguyên bầu cử và bãi bỏ hệ thống độc đảng.
- Tạo điều kiện thuận lợi cho việc xuất nhập cảnh vào/ra nước ngoài (bao gồm cả di cư) và tiếp xúc với người nước ngoài.
- Cho phép doanh nghiệp tư nhân (hợp tác xã dịch chuyển) và sở hữu tư nhân.
- Tháng 5 năm 1989 - Gorbachev ban hành một sắc lệnh, theo đó sinh viên không còn được nhập ngũ, sinh viên đã nhập ngũ được trở lại các trường đại học.
- Thoải mái trong việc lưu hành hợp pháp súng đạn.
- Bãi bỏ truy cứu trách nhiệm hình sự đối với tội danh sodomy (quan hệ đồng giới nam).

### Thay đổi trong nền kinh tế và đời sống Liên Xô
- Chiến dịch chống rượu ở Liên Xô năm 1985-1987.
- Mở rộng các hợp tác xã và sau đó là sự ra đời các doanh nghiệp tự do.
- Các cuộc đình công thợ mỏ Liên Xô năm 1989.
- Cải cách tiền tệ ở Liên Xô năm 1991 (Cải cách Pavlov).
- Bán sạch hàng khỏi cửa hàng và sau đó là siêu lạm phát.
- Giảm dự trữ vàng Liên Xô xuống gấp mười lần.
- Suy giảm tăng trưởng kinh tế từ +2,3% năm 1985 (số liệu thống kê chính thức Liên Xô) xuống mức suy thoái -11% năm 1991.
- Phá giá đồng tiền quốc gia từ 0,64 (số liệu thống kê chính thức Liên Xô, tỷ giá hối đoái thực có thể đã thay đổi đáng kể) rúp trên một đô la Mỹ đến 90 rúp trên một đô la Mỹ
- Tăng nợ nước ngoài ít nhất ba lần.

### Chính sách văn hóa
- Dỡ bỏ lệnh cấm đối với công việc sáng tạo của người di cư Nga (trong ba đợt đầu tiên)
- Trả lại quyền công dân cho những người bị cưỡng bức tước quyền công dân Liên Xô (chủ yếu là từ làn sóng di cư thứ ba)
- Tăng cường loại bỏ kiểm duyệt khỏi văn hóa phương Tây.
- Loại bỏ hạn chế từ nhạc Rock của Nga.

### Thay đổi quốc tế
- Rút tên lửa tầm trung và tầm ngắn khỏi châu Âu
- Giảm vũ khí hạt nhân
- Kết thúc Chiến tranh Afghanistan bằng cách rút quân của Liên Xô (ngày 15 tháng 2 năm 1989)
- Khôi phục quan hệ ngoại giao với Albania (30/7/1990) và Israel (3/1/1991)
- Thống nhất nước Đức và việc rút quân sau đó
- Sự tan rã phe Xã hội chủ nghĩa và Hiệp ước Warsaw (theo Nghị định thư về việc chấm dứt hoàn toàn Hiệp ước, ngày 1 tháng 7 năm 1991)
- Liên Xô tan rã

### Xung đột quốc gia, chiến tranh và bạo loạn
- Các sự kiện tháng 12 năm 1986 (Kazakhstan)
- Các sự kiện trong Novy Uzen (1989)
- Xung đột Karabakh
  - Pogrom Sumgayit
  - Pogrom Armenia ở Baku (1990)
  - Tháng Giêng đen
- Xung đột Gruzia-Abkhaz
  - Bạo loạn Sukhumi (1989)
- Xung đột Nam Ossetia
  - Tuần hành đến Tskhinvali (1989)
- Sự kiện Tbilisi (1989)
- Bạo loạn hàng loạt ở Dushanbe (1990)
- Chiến tranh Chechnya lần thứ nhất
- Xung đột Transnistrian 
  - Dubossary trong cuộc xung đột Transnistrian (1990-1992)
- Tuần hành đến Gagauzia
- Xung đột Ossetian-Ingush
- Tại Uzbekistan (Pogrom Fergana: xung đột với người Thổ Nhĩ Kỳ Meskhetian)
- Tại Kyrgyzstan (xung đột Osh, Thung lũng Ferghana)
- Các sự kiện tại Vilnius (1991)
- Các sự kiện tại Riga (1991)

### Thảm họa
Số lượng và quy mô các thảm họa nhân tạo đã xảy ra trong một thời gian ngắn thực sự rất lớn. Ngoài ra, kể từ đầu Perestroika, thảm họa tự nhiên và nhân tạo ở Liên Xô không còn được bưng bít và bắt đầu nhận được sự phản đối kịch liệt từ công chúng, mặc dù đôi khi có sự chậm trễ nghiêm trọng do các cơ cấu đảng cố gắng che giấu thông tin:
- Ngày 10 tháng 7 năm 1985  - Tu-154 Aeroflot (chuyến bay Tashkent-Karshi-Orenburg-Leningrad), khi đi vào một mỏm đuôi, đã bị rơi gần thành phố Uchkuduk (Uzbekistan) làm 200 người chết. Đây là vụ tai nạn hàng không lớn nhất về số lượng nạn nhân xảy ra trên lãnh thổ Liên Xô.
- Ngày 26 tháng 4 năm 1986  - Tai nạn Chernobyl - thảm họa  nhân tạo lớn nhất ở Liên Xô.
- Ngày 31 tháng 8 năm 1986 - tàu hơi nước " Đô đốc Nakhimov" bị chìm, 423 người chết - vụ đắm tàu lớn nhất trong lịch sử hậu chiến của Liên Xô
- Ngày 3 tháng 10 năm 1986 - tàu ngầm hạt nhân "K-219" bị chìm, 4 người chết
- Ngày 4 tháng 6 năm 1988  - vụ nổ tại ga đường sắt Arzamas-1, 91 người chết
- Ngày 16 tháng 8 năm 1988  - vụ tai nạn tàu Aurora, 31 người chết
- Ngày 4 tháng 10 năm 1988  - nổ tại nhà ga Sverdlovsk-Sortirovochny, 4 người chết
- Ngày 7 tháng 12 năm 1988 - động đất ở Spitak, 25 nghìn người chết
- Ngày 7 tháng 4 năm 1989 - tàu ngầm hạt nhân "Komsomolets" bị chìm, 45 người chết
- Ngày 4 tháng 6 (3 tháng 6 theo giờ Moscow ) 1989 - tai nạn đường sắt gần Ufa, 575 người chết.

### Khủng bố
- Ngày 20 tháng 9 năm 1986 - vụ bắt máy bay Tu-134 tại sân bay Ufa.
- Ngày 8 tháng 3 năm 1988 - gia đình Ovechkin cướp chiếc máy bay Tu-154 đang bay Irkutsk - Kurgan - Leningrad.
- Ngày 1 tháng 12 năm 1988 - cướp một chiếc xe buýt chở trẻ em ở Ordzhonikidze.

## Các phương pháp tiếp cận đánh giá và phương pháp luận để phân tích Perestroika
Lý thuyết của Mác về sự hình thành kinh tế - xã hội, như được giải thích ở Liên Xô, xuất phát từ sự tồn tại một sơ đồ phát triển chung của tất cả các quốc gia và các dân tộc, có nghĩa là sự thay thế liên tiếp nhau từ các công xã nguyên thủy, nô lệ, phong kiến, tư bản chủ nghĩa và cộng sản chủ nghĩa. Đồng thời, mỗi hình thái tiếp theo được tuyên bố là cao cấp hơn hình thái trước đó.
Các sự kiện diễn ra ở Liên Xô sau năm 1985 đã dẫn đến thực tế là nhiều người trong số những người tuân theo cách tiếp cận hình thức, đã từ bỏ nó và chuyển sang tìm kiếm các cách tiếp cận lý thuyết khác cho quá trình lịch sử. Một số người vẫn trung thành với cách tiếp cận này của chủ nghĩa Mác (một số đại diện phe cộng sản và chủ nghĩa dân tộc, chẳng hạn như Sergey Kara-Murza) đã đánh giá những thay đổi lịch sử xảy ra là "không tự nhiên" và sử dụng các giải thích được xây dựng để chứng minh sự "nhân tạo" bản chất sự sụp đổ chủ nghĩa xã hội ở Liên Xô. Nhìn thấy nguyên nhân nằm trong âm mưu từ Hoa Kỳ và các "tác nhân gây ảnh hưởng" từ Hoa Kỳ trong chính Liên Xô. Lý thuyết này không bao hàm tất cả các mâu thuẫn xã hội, do đó vi phạm nguyên tắc duy vật biện chứng và có thể bị xếp vào loại thuyết âm mưu vì không có khả năng nhận ra nguyên nhân thực sự và cơ bản các sự kiện.
Theo nhiều đại diện tư tưởng Mácxit phương Tây, cách thức thực hiện chuyển đổi từ tư bản chủ nghĩa sang xã hội chủ nghĩa được thực hiện ở Nga vào đầu thế kỷ 20 không phù hợp với lời dạy của Marx và hoàn toàn mâu thuẫn với ông. Một ví dụ nổi bật về cách giải thích như vậy có thể được tìm thấy trong các tác phẩm nhà xã hội chủ nghĩa người Mỹ Michael Harrington. Ông viết rằng Marx xem quá trình chuyển đổi từ hình thành tư bản chủ nghĩa sang hình thành chủ nghĩa xã hội chỉ có thể thực hiện được khi tất cả các điều kiện tiên quyết về vật chất và tinh thần cho điều này đã chín muồi. Nhưng Cách mạng Tháng Mười năm 1917 ở Nga đã vi phạm một cách thô bạo định đề cơ bản này của chủ nghĩa Mác, và kết quả thật đáng buồn: "xã hội hóa nghèo đói chỉ có thể khẳng định một hình thức nghèo đói mới". Thay vì khắc phục sự trưng thu người lao động đối với các phương tiện tài sản, quyền lực chính trị, và các giá trị tinh thần, chế độ chiến thắng ở Nga đã áp đặt những hình thức trưng thu mới, và vì vậy Harrington đã định nghĩa nó là "chủ nghĩa xã hội phản chủ nghĩa". Từ những đánh giá này, kết luận rằng sự sụp đổ chủ nghĩa xã hội ở Liên Xô là hệ quả nỗ lực "đốt cháy" các giai đoạn lịch sử trong quá trình chuyển đổi từ chủ nghĩa tư bản lên chủ nghĩa xã hội, và các nước hậu Xô viết phải trải qua những giai đoạn "trưởng thành" lên chủ nghĩa xã hội mà những người Bolshevik đã cố gắng bỏ qua.
Hơn nữa, một nhà lý thuyết Mác xít lỗi lạc như Karl Kautsky đã viết ngay từ năm 1918 về cuộc cách mạng ở Nga:
Nói một cách chính xác, mục tiêu cuối cùng của chúng ta không phải là chủ nghĩa xã hội, mà là tiêu diệt mọi hình thức bóc lột, áp bức, bất kể giai cấp, giới tính, chủng tộc... Trong cuộc đấu tranh này, chúng ta làm cho phương thức sản xuất xã hội chủ nghĩa trở thành mục tiêu của chúng ta vì trong điều kiện kinh tế kỹ thuật hiện nay nó là phương tiện tốt nhất để đạt được mục tiêu của chúng ta. Nếu chúng ta bị chứng minh là sai và nếu việc giải phóng giai cấp vô sản và nhân loại nói chung đạt được một cách nhanh chóng và hiệu quả hơn trên cơ sở sở hữu tư nhân về tư liệu sản xuất, như Prudhon đã nghĩ, thì chúng ta sẽ từ bỏ chủ nghĩa xã hội mà không hề loại bỏ mục tiêu cuối cùng của chúng ta. Hơn nữa, chúng tôi sẽ phải làm điều đó vì lợi ích của nó. Dân chủ và chủ nghĩa xã hội không khác nhau ở chỗ cái trước là phương tiện và cái sau là cứu cánh; cả hai đều có nghĩa là cùng một mục đích.

Các nhà tư tưởng của Đảng Công nhân Xã hội Chủ nghĩa Anh theo chủ nghĩa Tân Trotsky, đã định nghĩa trật tự xã hội ở Liên Xô là chủ nghĩa tư bản nhà nước, tuyên bố vào đầu những năm 1990 rằng "sự chuyển đổi từ chủ nghĩa tư bản nhà nước sang chủ nghĩa tư bản quốc tế không phải là một bước lùi cũng không phải là một bước tiến; nó là một bước phụ. Sự thay đổi chỉ đơn thuần là sự chuyển đổi từ hình thức bóc lột này sang hình thức bóc lột khác đối với toàn bộ giai cấp công nhân". Một số học giả Nga cũng mô tả hệ thống Xô Viết là chủ nghĩa tư bản nhà nước.
Những người ủng hộ lý thuyết hiện đại hóa chỉ ra rằng các nhà lãnh đạo Liên Xô đã vô tình công nhận nền văn minh phương Tây là nền văn minh phương Tây tiên tiến nhất, ít nhất là về mặt công nghệ và kinh tế, và do đó Liên Xô đã cố gắng sao chép các mô hình tổ chức và công nghệ phương Tây. Nhưng trong thời kỳ perestroika, rõ ràng là các khả năng để Liên Xô cải cách và đảm bảo sự phát triển tiến bộ trên cơ sở xã hội chủ nghĩa đã cạn kiệt, và do đó, cần phải vay mượn các cơ chế tư bản chủ nghĩa cũng như cơ cấu dân chủ của nhà nước.

## Các phiên bản về động cơ những người khởi xướng Perestroika
Một số nhà nghiên cứu cho rằng perestroika là một cách để giới thượng lưu Xô Viết (nomenklatura) chiếm đoạt tài sản, vốn quan tâm đến việc "tư nhân hóa" khối tài sản khổng lồ nhà nước vào năm 1991 hơn là bảo tồn nó.
Có ý kiến cho rằng ngay cả trong thời Khrushchev, một số thành phần ưu tú của đảng đã bắt đầu thay đổi hệ thống Xô Viết để chuyển mình từ những người quản lý thành chủ sở hữu tài sản nhà nước.
Để hỗ trợ điều này, các số liệu thống kê sau đây được trích dẫn:
|                                 | Thân cận Tổng thống | Lãnh đạo Đảng phái | "Tinh hoa" khu vực | Chính phủ | Doanh nhân "tinh hoa" |
| Tổng số từ nomenklatura Liên Xô | 75,5                | 57,1               | 82,3               | 74,3      | 61,0                  |
| Bao gồm:                        |                     |                    |                    |           |                       |
| Đảng Cộng sản Liên Xô           | 21,2                | 65,0               | 17,8               | 0         | 13,1                  |
| Komsomol                        | 0                   | 5,0                | 1,8                | 0         | 37,7                  |
| Xô viết                         | 63,6                | 25,0               | 78,6               | 26,9      | 3,3                   |
| Quản lý kinh tế                 | 9,1                 | 5,0                | 0                  | 42,3      | 37,7                  |
| Khác                            | 6,1                 | 10,0               | 0                  | 30,8      | 8,2                   |

Cũng có giả thuyết cho rằng perestroika là một "cuộc nổi dậy" từ những đảng viên 40 tuổi, những người đã chán ngấy sự thống trị từ "những ông già". Lý thuyết này được chứng minh trong cuốn sách của nhà xã hội học Mikhail Anipkin, "Công nhân của Đảng". Sử dụng ví dụ về tiểu sử đảng của cha mình, Alexander Anipkin (Bí thư thứ nhất Tỉnh ủy Volgograd Đảng Cộng sản Liên Xô, Đại biểu nhân dân Nga Xô năm 1990-1993), tác giả phát triển ý tưởng về một cuộc khủng hoảng thế hệ trong Đảng Cộng sản Liên Xô, bắt đầu xuất hiện trong giữa những năm 1970, thể hiện ở chỗ không có sự luân chuyển tự nhiên giữa các thế hệ trong các cơ cấu điều hành trong đảng, bắt đầu từ tỉnh ủy. Cuộc khủng hoảng thế hệ này, theo Mikhail Anipkin, là một trong những nguyên nhân sâu xa từ perestroika.

## Truyền hình
Vào ngày 3 tháng 8 năm 1987, chương trình truyền hình thông tin và phân tích ở Liên Xô, "đèn rọi perestroika" (Прожектор перестройки) được phát sóng. Các tập kéo dài 10-15 phút được phát sóng sau chương trình Vremya (thời sự) của Đài Truyền hình Trung ương Liên Xô. Chương trình được tạo ra nhằm mục đích làm nổi bật và phê bình những cải cách đang được thực hiện trong nước.
Tập cuối được phát sóng ngày 16 tháng 6 năm 1989.

## Một số cột mốc quan trọng

### 1985
- Đối với người dân Liên bang Xô Viết, "perestroika" bắt đầu bằng bài phát biểu tại Leningrad của Gorbachev được phát sóng rộng rãi trên toàn quốc vào tháng 5 năm 1985; chính bài phát biểu này có thể được coi là sự khởi đầu của perestroika.
- Ngày 7 tháng 5 năm 1985 - Nghị định Hội đồng Bộ trưởng Liên Xô "Về các biện pháp chống say rượu và nghiện rượu, xóa bỏ tình trạng nghiện rượu".

### 1986
- Ngày 26 tháng 4 năm 1986 - Tai nạn tại Nhà máy Điện hạt nhân Chernobyl.
- Ngày 23 tháng 5 năm 1986 - Nghị định Hội đồng Bộ trưởng Liên Xô "Về các biện pháp tăng cường đấu tranh chống thu nhập bất hợp pháp".
- Tháng 9 năm 1986 - Tổng thống Argentina thăm Liên Xô lần đầu tiên.
- Ngày 19 tháng 11 năm 1986 - Xô Viết Tối cao Liên Xô thông qua Luật Liên Xô "hoạt động kinh doanh cá nhân".
- Ngày 17-18 tháng 12 năm 1986 - sự kiện ở Alma-Ata.

### 1987
- Ngày 6 tháng 5 năm 1987 - Cuộc biểu tình trái phép đầu tiên từ một tổ chức phi chính phủ và phi cộng sản - Hội "Ký ức" Moskva.
- Ngày 25 tháng 6 năm 1987 - Hội nghị toàn thể Ban Chấp hành Trung ương Đảng Cộng sản Liên Xô đã xem xét vấn đề "Về nhiệm vụ của đảng đối với việc cơ cấu lại cơ bản quản lý kinh tế."
- Ngày 30 tháng 6 năm 1987
- Luật Liên Xô "Về doanh nghiệp nhà nước (liên hiệp)" đã được thông qua.
- "Luật về thủ tục khiếu nại lên tòa án đối với những việc làm trái pháp luật các quan chức xâm phạm quyền công dân" đã được thông qua.
- Tháng 8 năm 1987 - Lần đầu tiên cho phép đăng ký báo và tạp chí không giới hạn.
- Tháng 12 năm 1987 - theo quyết định của Bộ Chính trị Ban Chấp hành Trung ương Đảng Cộng sản Liên Xô và Hội đồng Bộ trưởng Liên Xô, Trung tâm Nghiên cứu Ý kiến Công chúng Toàn Liên bang (VTsIOM) được thành lập.

### 1988
- Ngày 13 tháng 3 năm 1988 - bài báo Nina Andreyeva trên "Nước Nga Xô Viết" - "Tôi không thể từ bỏ các nguyên tắc" (Не могу поступаться принципами)
- Tháng 3 năm 1988 - Tổng thống Uruguay thăm Liên Xô lần đầu tiên.
- Ngày 26 tháng 5 năm 1988 - Luật " Về hợp tác Liên Xô " được thông qua.
- Ngày 5-18 tháng 6 năm 1988 - Lễ kỷ niệm toàn liên bang việc Chính thống giáo Nga thành lập 1000 năm.
- Ngày 28/6/1988 - 1/7/1988 - Hội nghị toàn thể lần thứ XIX Đảng Cộng sản Liên Xô thông qua nghị quyết "Về một số biện pháp cấp bách thực hiện đổi mới hệ thống chính trị đất nước", "Về việc thực hiện các quyết định Đại hội XXVII Đảng Cộng sản Liên Xô và các nhiệm vụ làm sâu sắc thêm perestroika", "Về dân chủ hóa xã hội Xô Viết và cải cách hệ thống chính trị", "Về chống quan liêu", "Về quan hệ dân tộc", "Về công khai", "Về cải cách luật pháp".
- Ngày 28 tháng 7 năm 1988  - Nghị định Đoàn Chủ tịch Các Lực lượng Vũ trang Liên Xô "Về thủ tục tổ chức và tổ chức các cuộc mít tinh, hội họp, diễu hành và biểu tình trên đường phố ở Liên Xô" và "Về nhiệm vụ và quyền quân nội vụ Bộ Nội vụ Liên Xô trong bảo vệ trật tự công cộng. "
- Ngày 24 tháng 8 năm 1988 - tại Chimkent (Kazakhstan Xô) ngân hàng hợp tác đầu tiên ở Liên Xô ("Soyuz-bank") được đăng ký, số vốn được phép lên tới 1 triệu rúp.
- Ngày 5 tháng 9 năm 1988 - Phiên tòa xét xử Yuri Churbanov và những người khác bắt đầu (5 tháng 9 - 30 tháng 12).
- Ngày 30 tháng 9 năm 1988 - Tại Hội nghị toàn thể Ban chấp hành Trung ương Đảng Đảng Cộng sản Liên Xô, cuộc "thanh trừng" Bộ Chính trị lớn nhất kể từ thời Stalin diễn ra.
- Tháng 10 năm 1988 - Tổng thống Brazil thăm Liên Xô lần đầu tiên.

### 1989
- Tháng 1 năm 1989 - Việc đề cử tự do đầu tiên của các ứng cử viên đại biểu nhân dân Liên Xô bắt đầu.
- Ngày 15 tháng 2 năm 1989 - việc rút quân Liên Xô khỏi Afghanistan hoàn tất.
- Ngày 30 tháng 3 năm 1989 - lần đầu tiên một vận động viên khúc côn cầu Liên Xô (Sergei Pryakhin) chính thức tham gia một trận đấu Liên đoàn khúc côn cầu quốc gia.
- Ngày 9 tháng 4 năm 1989 - sự kiện ở Tbilisi.
- 15/5/1989  - 18/5/1989 - Chuyến thăm người đứng đầu Liên Xô và Đảng Cộng sản Liên Xô Gorbachev tới Cộng hòa Nhân dân Trung Hoa. Sự khởi đầu quá trình bình thường hóa quan hệ Xô-Trung.
- Ngày 18 tháng 5 năm 1989 - Xô viết Tối cao Litva Xô thông qua tuyên bố về chủ quyền nhà nước.
- 25/5/1989 - 9/6/1989 - Đại hội đại biểu Nhân dân Liên Xô lần thứ nhất.
- Ngày 29 tháng 7 năm 1989 - Hội đồng tối cao của Latvia SSR thông qua tuyên bố về chủ quyền của nhà nước.

Ngày 13 tháng 11 năm 1989 - Xô Viết Tối cao Estonia Xô tuyên bố việc sáp nhập nước cộng hòa vào Liên Xô năm 1940 là bất hợp pháp.
- 1989 - Các trường đại học và học viện Liên Xô bắt đầu đào tạo các chuyên gia trong chuyên ngành "xã hội học".

### 1990
- Tháng 1 năm 1990 - Bạo loạn người Armenia ở Baku; Việc quân đội Liên Xô tiến vào thành phố Baku để trấn áp phe đối lập chính trị, dẫn tới một trăm cư dân thành phố, hầu hết là người Azerbaijan, thiệt mạng.
- Ngày 9 tháng 1 năm 1990 - Bộ Ngoại giao Tiệp Khắc yêu cầu quân đội Liên Xô phải rút khỏi đất nước vào cuối năm 1990.
- Ngày 18 tháng 1 năm 1990 - Bộ Ngoại giao Hungary yêu cầu rút quân đội Liên Xô khỏi đất nước vào cuối năm 1990.
- Ngày 24 tháng 2 năm 1990 - Phong trào Sąjūdis giành chiến thắng trong cuộc bầu cử tự do đầu tiên ở Litvia.
- Ngày 26 tháng 2 năm 1990 - Bắt đầu quá trình rút quân của Liên Xô khỏi Tiệp Khắc.
- Ngày 2 tháng 3 năm 1990 - Kết quả cuộc đàm phán Xô-Mông, một quyết định được đưa ra là rút quân đội Liên Xô khỏi Mông Cổ cho đến năm 1992.
- Ngày 4 tháng 3 năm 1990 - Theo kết quả cuộc bầu cử vào Xô Viết Tối cao Nga Xpp, khối bầu cử "Nước Nga Dân chủ" đã nhận được khoảng 20% số phiếu bầu.
- Ngày 6 tháng 3 năm 1990  - Luật Tài sản Liên Xô được thông qua.
- Mùa xuân 1990 - Estonia, Litva và Latvia, đơn phương tuyên bố độc lập và tuyên bố ly khai khỏi Liên Xô. Quá trình tan rã nhà nước thành các nước cộng hòa độc lập bắt đầu.
- Ngày 18 tháng 3 năm 1990 - Liên bang vì Đức giành chiến thắng trong cuộc bầu cử tự do đầu tiên ở Cộng hòa Dân chủ Đức.
- Ngày 25 tháng 3 năm 1990 - Cuộc bầu cử tự do đầu tiên ở Hungary, kết quả Diễn đàn Dân chủ Hungary giành chiến thắng.
- Ngày 19 tháng 4 năm 1990 - Kết quả các cuộc đàm phán giữa chính phủ Sandinista Nicaragua và Contras, một thỏa thuận đã được ký kết về một lệnh ngừng bắn ngay lập tức.
- Ngày 5 tháng 5 năm 1990 - Cuộc họp đầu tiên Bộ trưởng Ngoại giao Anh, Liên Xô, Mỹ, Pháp, Cộng hòa Dân chủ Đức và Cộng hòa Liên bang Đức về vấn đề thống nhất nước Đức.
- Ngày 28 tháng 5 năm 1990 - Yeltsin được bầu làm Chủ tịch Xô Viết Tối cao Nga Xô.
- Ngày 1 tháng 6 năm 1990 - Liên Xô và Hoa Kỳ ký một thỏa thuận về tiêu hủy và cấm sản xuất vũ khí hóa học và chuẩn bị một công ước đa phương về cấm vũ khí hóa học.
- Ngày 4/6/1990 - Cuộc gặp đầu tiên giữa Tổng thống Liên Xô Mikhail Gorbachev và Tổng thống Hàn Quốc Ro Dae Woo, đánh dấu sự khởi đầu quá trình bình thường hóa quan hệ giữa Liên Xô và Hàn Quốc.
- Ngày 9 tháng 6 năm 1990 - Diễn đàn Dân sự Séc giành chiến thắng trong cuộc bầu cử tự do đầu tiên ở Tiệp Khắc.
- Ngày 12 tháng 6 năm 1990 - Đại hội Đại biểu Nhân dân thông qua "Tuyên bố về Chủ quyền Nhà nước Nga".
- Ngày 1 tháng 8 năm 1990 - "Luật Báo chí ở Liên Xô" được thông qua. Các tác giả: M. A. Fedotov , Yu M. Baturin và V. L. Entin .
- Ngày 13 tháng 8 năm 1990 - Gorbachev ký sắc lệnh tổng thống "Về việc khôi phục các quyền cho tất cả các nạn nhân từ các cuộc đàn áp chính trị trong những năm 20-50". Bằng sắc lệnh này, các hành vi đàn áp vì lý do chính trị, xã hội, quốc gia, tôn giáo và các lý do khác đã bị tuyên bố là bất hợp pháp, và tất cả các quyền của công dân chịu sự đàn áp này đã được khôi phục.
- Ngày 16 tháng 8 năm 1990 - Gorbachev ký "Sắc lệnh Tổng thống về việc trả lại quyền công dân Liên Xô cho những người bị tước quyền".
- Ngày 1 tháng 10 năm 1990 - Thông qua Luật Liên Xô "Về quyền tự do tín ngưỡng và các tổ chức tôn giáo".
- Ngày 3 tháng 10 năm 1990 - Thống nhất nước Đức .
- Ngày 19 tháng 11 năm 1990 - Hiệp ước về các lực lượng vũ trang thông thường ở châu Âu được ký kết tại Paris .
- Ngày 21 tháng 11 năm 1990 - Hiến chương Paris được ký kết tại Paris .

### 1991
- Ngày 9 tháng 2 năm 1991 - Tại một cuộc trưng cầu dân ý ở Litva về vấn đề độc lập nhà nước, trong số 84,5% công dân có quyền bầu cử, 90,5% bỏ phiếu cho độc lập, 6,5% phản đối.
- Ngày 3 tháng 3 năm 1991 - Tại cuộc trưng cầu dân ý ở Estonia và Latvia về vấn đề độc lập nhà nước, ở Estonia, trong số 82,68% công dân có quyền bầu cử, 77,83% bỏ phiếu cho độc lập, ở Latvia, trong số 87,57% công dân người có quyền bầu cử, đã bỏ phiếu cho độc lập 73,8%.
- Ngày 17 tháng 3 năm 1991 - Một cuộc trưng cầu dân ý toàn liên bang về số phận Liên Xô được tổ chức  Ở Nga, 77% những người tham gia bỏ phiếu ủng hộ việc bảo tồn nhà nước liên bang, 26,4% phản đối.
- Ngày 9 tháng 4 năm 1991 - Xô viết Tối cao Gruzia thông qua Đạo luật về khôi phục nền độc lập nhà nước.
- Ngày 28 tháng 5 năm 1991 - Việc rút quân của Liên Xô khỏi Tiệp Khắc hoàn tất .
- Ngày 28 tháng 5 năm 1991 - Tại Ethiopia, quân đội Mặt trận Dân chủ Cách mạng Nhân dân Ethiopia chiếm Addis Ababa.
- Ngày 31 tháng 5 năm 1991 - Tại Lisbon, Tổng thống Angola Santos và thủ lĩnh phiến quân UNITA Savimbi đã ký một thỏa thuận hòa bình.
- Ngày 12 tháng 6 năm 1991 - Bầu cử tổng thống Nga Xô, Yeltsin được bầu làm tổng thống. Ông đã giành chiến thắng trong vòng đầu tiên với 57,3% phiếu bầu.
- Ngày 16 tháng 6 năm 1991  - Việc rút quân Liên Xô khỏi Hungary hoàn tất.
- 25 tháng 6 năm 1991 - 3 tháng 7 năm 1991 - Các cuộc đụng độ vũ trang diễn ra tại Nam Tư giữa quân đội Liên bang Nam Tư và lực lượng bảo vệ lãnh thổ Slovenia.
- Ngày 27 tháng 6 năm 1991 - Đại diện 9 quốc gia thành viên Hội đồng Tương trợ Kinh tế đã ký một thỏa thuận tại Budapest về việc giải thể tổ chức này.
- Ngày 1 tháng 7 năm 1991 - Tại cuộc họp Ủy ban Cố vấn Chính trị Tổ chức Hiệp ước Warsaw ở Praha, 6 quốc gia thành viên đã quyết định giải thể tổ chức này.
- Ngày 31 tháng 7 năm 1991 - Tại Moskva, trong chuyến thăm Tổng thống Hoa Kỳ George Bush, Hiệp ước Xô-Mỹ về Cắt giảm và Hạn chế Vũ khí Tấn công Chiến lược  (START-1) đã được ký kết.
- Ngày 19 tháng 8 năm 1991 - ngày 21 tháng 8 năm 1991 - Đảo chính tháng 8.
- Ngày 20 tháng 8 năm 1991 - Quốc hội Estonia ban hành Tuyên ngôn Độc lập.
- Ngày 21 tháng 8 năm 1991 - Quốc hội Latvia tuyên bố ban hành Tuyên ngôn Độc lập.
- Ngày 24 tháng 8 năm 1991 - Xô viết Tối cao Ukraine thông qua Tuyên ngôn Độc lập, tùy thuộc vào sự xác nhận trong một cuộc trưng cầu dân ý vào ngày 1 tháng 12 năm 1991.
- Ngày 25 tháng 8 năm 1991 - Xô viết Tối cao Belarus thông qua Tuyên ngôn Độc lập.
- Ngày 27 tháng 8 năm 1991 - Quốc hội Moldova thông qua Tuyên ngôn Độc lập .
- Ngày 30 tháng 8 năm 1991 - Hội đồng tối cao của Azerbaijan thông qua quyết định khôi phục nền độc lập của bang trên cơ sở Đạo luật năm 1918.
- Ngày 31 tháng 8 năm 1991 - Xô viết Tối cao Kyrgyzstan thông qua Tuyên ngôn Độc lập.
- Ngày 31 tháng 8 năm 1991 - Xô viết Tối cao Uzbekistan thông qua Tuyên ngôn Độc lập.
- Ngày 6 tháng 9 năm 1991 - Hội đồng Nhà nước Liên Xô công nhận nền độc lập của Litva, Latvia và Estonia.
- Ngày 8 tháng 9 năm 1991 - Tại Cộng hòa Macedonia thuộc Nam Tư, đa số bỏ phiếu ủng hộ nền độc lập trong một cuộc trưng cầu dân ý.
- Ngày 9 tháng 9 năm 1991 - Xô viết Tối cao Tajikistan thông qua Tuyên ngôn Độc lập.
- Ngày 10 tháng 9 năm 1991 - Litva, Latvia và Estonia được gia nhập Tổ chức An ninh và Hợp tác châu Âu.
- Ngày 17 tháng 9 năm 1991 - Litva, Latvia, Estonia, Triều Tiên, Hàn Quốc, Micronesia và quần đảo Marshall trở thành thành viên Liên Hiệp Quốc.
- Ngày 25 tháng 9 năm 1991 - Xô viết Tối cao Armenia thông qua Tuyên ngôn Độc lập .
- Ngày 27 tháng 9 năm 1991 - Tổng thống Hoa Kỳ George W. Bush tuyên bố đơn phương loại bỏ tên lửa hạt nhân chiến thuật trên mặt đất và loại bỏ tên lửa hành trình hạt nhân khỏi tàu chiến và tàu ngầm, loại bỏ các máy bay ném bom chiến lược khỏi nhiệm vụ chiến đấu thường trực.
- Ngày 6 tháng 10 năm 1991 - Tổng thống Liên Xô Gorbachev tuyên bố loại bỏ vũ khí hạt nhân tầm ngắn Liên Xô và loại bỏ tất cả các loại vũ khí hạt nhân chiến thuật khỏi tàu chiến, tàu ngầm và hàng không hải quân trên bộ.
- Ngày 8 tháng 10 năm 1991 - Quốc hội Croatia và Slovenia tuyên bố độc lập.
- Ngày 18 tháng 10 năm 1991  - Xô viết Tối cao Azerbaijan thông qua Đạo luật Hiến pháp về nền độc lập nhà nước Cộng hòa Azerbaijan.
- Ngày 23 tháng 10 năm 1991 - Các thỏa thuận về một giải pháp chính trị toàn diện và chấm dứt nội chiến được ký kết tại một hội nghị hòa bình về Campuchia ở Paris.
- Ngày 27 tháng 10 năm 1991 - Xô viết Tối cao Turkmenistan thông qua đạo luật về nền độc lập nước cộng hòa.
- Ngày 1 tháng 12 năm 1991 - Một cuộc trưng cầu dân ý về độc lập được tổ chức tại Ukraine. Trong số 84,2% những người đủ tư cách bỏ phiếu cho sự độc lập, 90,32% đã bỏ phiếu. Leonid Kravchuk được bầu làm Tổng thống đất nước.
- Ngày 6 tháng 12 năm 1991 - Xô Viết Tối cao Ukraine bác bỏ hiệp ước liên minh ngày 30 tháng 12 năm 1922 và quyết định không coi Ukraine là một bộ phận hợp thành Liên Xô.
- Ngày 8 tháng 12 năm 1991 - Cuộc họp tại Belarus các nhà lãnh đạo Nga, Ukraine và Belarus. Việc ký kết hiệp định Belovezhskaya và thành lập Cộng đồng các Quốc gia Độc lập (SNG).
- Ngày 16 tháng 12 năm 1991 - Xô viết Tối cao Kazakhstan thông qua luật về nền độc lập nhà nước của Cộng hòa Kazakhstan.
- Ngày 21 tháng 12 năm 1991 - Tại cuộc họp ở Almaty, các nguyên thủ quốc gia Azerbaijan, Armenia, Belarus, Kazakhstan, Kyrgyzstan, Moldova, Nga, Tajikistan, Turkmenistan, Uzbekistan, Ukraine đã xác nhận sự hình thành SNG.
- Ngày 25 tháng 12 năm 1991 - Gorbachev từ chức Tổng thống Liên Xô.
- Ngày 29 tháng 12 năm 1991 - Trong cuộc trưng cầu dân ý về nền độc lập Uzbekistan, hơn 98% cử tri đã bỏ phiếu cho nền độc lập.
- Ngày 30 tháng 12 năm 1991 - cuộc họp đầu tiên 11 nguyên thủ quốc gia - các thành viên SNG tại Minsk.